# 윤선도
윤선도(尹善道, 1587년 7월 27일(음력 6월 22일)~1671년 7월 16일(음력 6월 11일))는 조선의 의금부 금부도사 겸 통덕랑 등을 지낸 조선 시대 중기, 후기의 시인·문신·작가·정치인이자 음악가이다. 본관은 해남, 자는 약이(約而) 이고, 호는 고산(孤山) 또는 해옹(海翁)이다. 시호는 충헌(忠憲)이다. 예빈시부정(禮賓寺副正) 윤유심(尹唯深)의 아들이며, 강원도관찰사 윤유기(尹唯幾)의 양자이다. 화가 공재 윤두서의 증조부이며 다산 정약용의 외5대조부이다.
정철, 박인로, 송순과 함께 조선 시조시가의 대표적인 인물로 손꼽히며, 오우가와 유배지에서 지은 시 어부사시사로 유명하다. 풍수지리에도 능하여 홍재전서에는 제2의 무학(無學)이라는 별칭이 등재되기도 했고, 의사로 민간요법에 관련된 저서인 약화제(藥和劑)를 남기기도 했다.
1613년(광해군 6년) 진사시에 합격하였으나 광해군 조정의 임해군과 영창대군 옥사 등과 북인(北人)정권의 전횡을 비난하고 관직에 나가지 않았다. 1616년 30세에 성균관 유생으로 이이첨(李爾瞻) 등의 횡포를 규탄했다가 함경도 경원(慶源), 경상도 기장(機張) 등으로 유배되었다가 풀려났다. 1623년(인조 1년) 의금부도사(義禁府都事)가 되었으나 곧 사직하고 낙향했다. 이후 인조 반정 이후에도 관직을 사양하고 학문 연구에 전념하다가 봉림대군, 인평대군 형제의 대군사부로 발탁되었다. 사부는 관직을 겸할 수 없음에도 특명으로 공조좌랑·형조정랑·한성부서윤 등을 5년간이나 역임하였다. 1629년(인조 6년)부터는 세자시강원문학으로 발탁되어 소현세자를 보도하였다.
그는 남인 중진 문신 허목, 윤휴와 함께 예송 논쟁 당시 남인의 주요 논객이자 선봉장이었다. 서인(西人) 송시열과 함께 효종, 현종을 가르쳤으나, 송시열은 승승장구하고 윤선도는 한직에 머물렀으므로 후일 갈등의 불씨가 되기도 했다. 1차 예송 논쟁 당시 송시열의 체이부정 주장과 서인이 당론으로 소현세자와 민회빈 강씨, 김홍욱 복권운동을 벌이는 점을 근거로 송시열이 효종의 정통성을 부정한다는 상소를 올렸다가 서인의 맹공을 받고 삼수(三水)에 유배되어 오랜 세월 유배생활을 하였다. 조선 효종과 현종의 세자 시절 세자시강원 사부의 한 사람이었던 덕에 사형은 모면하고 유배를 받았다. 유배지에서 울적한 심사를 달래며 지은 어부사시사 등은 유명한 작품이기도 하다.
이는 유배지에서 가사문학과 저서를 남긴 송강 정철, 20여 년간의 유배지에서 수십권의 저서를 남긴 다산 정약용 등과 비견된다. 그의 학문과 시맥은 이서우를 통해 성호 이익과 채제공에게로 이어졌다. 1667년(현종 9) 그의 나이 81세에 이르러 겨우 석방되고, 숙종 때 이조판서(吏曹判書)에 추증되었다.

## 생애

### 초기 활동

#### 출생과 가계 배경

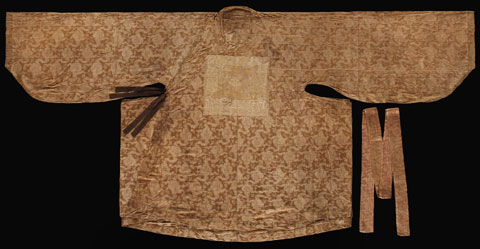
윤선언의 단령
(그의 조부 윤의중이 입던 옷으로 생부 윤유심이 물려 입다가 뒷날 형 윤선언의 수의로 쓰였다.)

고산 윤선도는 1587년 7월 27일(음력 6월 22일) 한성부 동부 연화방 삼각산 근처(후일의 서울특별시 종로구 연지동)에서 생부 예빈시직장 윤유심(尹唯深)과 생모 순흥 안씨의 셋째 아들로 태어났다. 그러나 8세 때인 1594년(선조 27년) 아들이 없던 큰아버지 관찰사 윤유기(尹唯幾)의 양자가 되어 전라남도 해남군으로 내려가 해남 윤씨의 대종(大宗)을 잇는다. 윤유기는 어초은 윤효정의 4대 종손이었으나 늦도록 아들이 없었다. 생부 윤유심은 벼슬이 부정(副正)에 이르렀지만, 양아버지 윤유기는 관찰사(觀察使, 종2품)에 이르렀다. 생모 안씨는 좌의정 안현(安玹)의 손녀이다.
그의 가계는 고려 중기의 인물인 윤존부로 거슬러 올라가는데, 윤존부 이전의 가계는 실전되어 미상이다. 윤존부 이후로도 가계가 실전되어 광혁(光奕), 형(衡), 효정(孝正), 천즙(川楫), 환(桓), 녹화(祿和) 등은 이름만이 전해온다. 그 뒤 윤존부의 6대손이자 윤선도의 9대조인 윤녹화가 진사가 되고, 8대조인 윤광전(尹光琠)이 고려말기에 영동정을 지내면서 다시 가문을 일으켰으므로 그를 실질적인 중시조로 본다. 윤광전의 아들은 대호군을 지낸 단봉(丹鳳)과 군기시소윤을 지낸 단학(丹鶴)인데, 군기소윤 단학이 그의 7대조였다. 6대조 사보(思甫)는 통례원통례였고, 그의 두 아들 호군 종(種)과 참의 경(耕) 중 둘째 아들 참의 윤경(尹耕)의 일곱째 아들이 윤선도의 고조부 윤효정이다.
그의 고조부 어초은 윤효정(尹孝貞)이 전라남도 해남군의 거족이던 해남 정씨의 딸과 결혼하여 해남군에 정착하게 되었다. 윤효정은 네 아들을 두었는데 장남 윤구(尹衢)는 정암 조광조의 문인으로 기묘명현(己卯名賢)이었다. 증조부 윤구는 홍문관 부교리(弘文館副校理)로 재직 중 기묘사화로, 조광조 일파라 하여 화를 당했으나 곧 풀려났고 이후 관직에 나가지 않고 은거했다.
윤구의 동생 윤행(行)도 문과에 급제, 동래부사, 나주목사, 광주목사 등 8주의 목사를 두루 지냈고 후에 가선대부 동지중추부사를 역임했다. 또 윤복(尹復)도 1538년 문과 을과에 급제, 충청도 관찰사를 역임했으며, 현재 강진 금곡서원에 배향되어 있는 인물이다. 장남인 윤구가 그의 증조부였다. 윤구에게는 윤홍중과 윤의중이 있고, 이 중 장남인 홍중에게는 아들이 없고 동생인 의중에게 세 아들(유심, 유기, 유길(維吉))이 있었으므로 동생의 차남 윤유기를 양아들로 들였다.
생 조부 윤의중은 동인의 당원으로 의정부우참찬을 지냈다. 그에게는 숙부이자 가계상 당숙이 되는 윤유기는 강원도관찰사와 호성원종공신2등(扈聖原從功臣二等)을 지냈으며, 능성구씨 구운한(具雲漢)의 딸을 취하였으나 역시 아들이 없어, 생가의 친형이었던 윤유심의 아들 가운데 윤선도를 양자로 들이게 되었다. 생모는 위로 형 1명과 형 윤선언, 윤선도, 그리고 동생 윤선계(尹善繼)를 낳았다.

#### 유년기
유년기에 그는 후사가 없던 숙부의 양자로 입양되었다. 1602년(선조 35년) 6월 2일 윤유심(尹唯深)의 둘째 아들인 선도를 윤유심의 동생인 생기(幾)에게 양자로 입양할 것을 신고하여 예조에서 허가한 결재문서가 현재까지 전하고 있다.

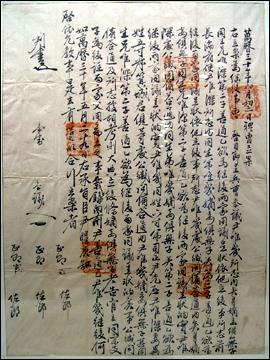
윤선도의 입양 문적 (1595년, 예조 발행)

그는 어려서부터 기억력이 좋고 글을 잘 지어 주변을 놀라게 했다. 고조할아버지는 어초(漁樵) 윤효정(尹孝貞)으로 그는 무오사화, 갑자사화로 사림이 학살되자 관직에 나오지 않고 은둔생활을 했다. 증조할아버지 윤구(尹衢)는 중종 때 홍문부교리(弘文副校理)를 지냈으나, 기묘사화로 희생되어, 기묘명신(己卯名臣:기묘사화때 화를 입은 사림)으로 기묘당적(己卯黨籍:기묘년에 화를 입은 제유의 약전)에 실려 있다. 증조부 윤구는 윤홍중과 우참찬(右參贊)을 지낸 윤의중(尹毅中)을 낳았다.
양아버지 윤유기는 윤구의 차남인 윤의중의 둘째 아들로, 윤유기(尹惟幾) 역시 자신의 큰 아버지 윤홍중의 양자로 입양된다. 그리고 윤유기는 다시 아들이 없자 동생인 윤유심의 셋째 아들인 선도를 다시 양자로 입양한다. 이후 도호부사 등 지방관으로 부임하는 양아버지 윤유기를 따라 안변 등으로 이주해 다녔다.
큰아버지이자 양아버지인 윤유기에게는 서자 윤선양(尹善養)만이 있었고 그는 통정대부로 현감을 역임했다. 양아버지 윤유기는 한성의 저명한 학자를 초빙하여 아들 선도와 조카들을 가르쳤다. 그러나 스승의 이름은 전하지 않고 있다.

#### 수학과 청소년기
윤선도의 집안은 동인 가계로 그의 집안은 사림이 동서로 나뉘자 동인이 되었고, 그의 할아버지 윤의중 역시 동인이었다. 1592년(선조 25년) 임진왜란이 터지자 가족을 따라 피신하였다가 되돌아왔다. 1597년(선조 30년) 산사에 들어가 수학하였는데, 이때 불교에서 법회 수륙재를 열었으나 관심 두지 않고 학업에 정진하였다. 그러나 정유재란이 터지면서 다시 피신하였다.
11세부터 절에 들어가 학문 연구에 몰두하였으며 17세에 남원 윤씨인 판서 윤돈의 딸과 결혼한다. 이후 한양조씨와 첩인 경주 설씨를 맞이한다.
정여립 사건과 기축옥사를 계기로 1591년 동인은 남인과 북인으로 분당되었다. 그는 북인에 가담하지 않고 남인이 되었다. 윤선도는 일찍부터 송시열과 서인들에게 숙원을 품게 된다. 그 숙원의 뿌리는 정여립의 난까지 소급된다. 정여립의 난 때 위관은 서인인 정철이었는데 이때 죽음을 당한 이발은 생조부 윤의중의 사위였다.
18세에 진사초시에 합격하였다. 1609년 양어머니 구씨(具氏)의 상을 당하여 학문을 중단하고 3년상을 하였고, 1610년 생모 안씨(安氏)의 상을 당하여 1612년에 상을 마쳤다.

### 청년기

#### 성균관 유생 시절
청년기에 그는 북인들의 학문과 사상 역시 반대하여 광해군 때 관직에 나가지 않고 유교 학문 연구와 후학 양성에 전념하였다. 1606년 승보시(陞補試)에 1등하였다. 그 뒤 1612년(광해군 4년) 향시에 합격하였다.
1612년 진사시에 1등 2위로 급제 하여 진사가 되었다. 바로 성균관(成均館)에 입학하여 성균관 유생이 되었다. 그해 겨울에 생부 윤유심(尹惟深)이 병으로 눕자 임종시까지 극진히 간호하였다.
1616년(광해군 8년) 성균관 유생으로 있을 때 인목대비의 친정아버지 김제남이 다른 뜻을 품고 있음을 규탄하는 상소를 올렸다. 그해 이이첨, 권신 등 대북계열 인사들이 왕을 제대로 모시지 않고 권세를 휘두르자, 그해 12월 이를 비난하는 글을 써서 왕에게 올렸다. 그해 이이첨 일파의 월권행위를 비판하는 상소를 올렸으며, 이후 광해군의 권세를 등에 업고 뇌물수수와 권력남용 등의 부패행위를 자행하는 이이첨, 김개시 등을 비판하고, 인목대비 폐모론과 영창대군, 임해군, 능창군 등의 처형을 규탄, 비판했다.

#### 유배와 석방
또한 1616년(광해군 8) 성균관유생으로서 이이첨의 정치를 난정(亂政)으로 규정하고, 이와 함께 박승종(朴承宗)·유희분(柳希奮) 등의 망군(忘君)의 죄를 탄하는 상소를 올렸다가 사간원 등 3사에서 탄핵이 빗발쳤고 1617년 유배를 당해, 함경북도 경원(慶源)으로 유배, 이후 경원과 경상남도 기장(機張) 등지에서 유배생활을 하였다. 이를 병진소(丙辰疏)라 한다.
폐행신(嬖幸臣) 이이첨(李爾瞻)이 국정을 제멋대로 하며 의정(議政) 박승종(朴承宗)과 왕후의 오빠 유희분(柳希奮)이 임금을 잊고 나라를 저 버렸다.

이때 유생인 이형(李瑩)이 그를 두둔하는 상소를 올렸지만 받아들여지지 않았다. 이어 평소 이이첨과 친분이 있던 그의 양아버지 윤유기에게도 귀양을 보내라는 여론이 나타났으나 삭탈관직하고 고향으로 돌려보내는 선에서 끝났다. 이후 그는 관직을 단념하고 학문연구에 치중했다. 1617년 1월 절도유배의 형이 내려진 뒤 압송되었으나 다시 유배되었다. 1617년 한 해 동안 양사로부터 그에게 죄를 주어야 된다는 탄핵상소가 계속 조정에 올라왔다. 그러나 아버지 윤유기나 생부 윤유심이 북인의 당원이었던 덕에 죽음은 모면할 수 있었다.
경원에 유배된 그는 유배지에서 서당을 짓고 벽촌의 젊은이들에게 학문을 가르쳤다. 경원 유배살이 중 그는 〈견회요 (遣懷謠)〉 5수와 〈우후요 (雨後謠)〉 1수 등 시조 6수를 지었다. 1618년 광해군과 이이첨 일파를 비난하다가 변방에 유배된 이들이 여진족 등과 내통한다는 이유로, 그의 배소도 경상남도 기장군으로 이배되었다.
1619년 5월 양아버지 윤유기(尹惟幾)의 상을 당하여 특별히 풀려나 3년상을 마친 뒤 다시 유배지로 되돌아갔다. 그러나 1623년 인조 반정이 일어나자 풀려났다. 그러나 그는 인조반정을 찬양하지는 않는다. 1623년 3월 의금부도사에 제수되었으나 3개월 만에 사직하고 해남으로 내려갔다. 이후로 그는 남인으로 전향하여 남인으로 생활한다.

#### 서인에 대한 원한
1623년(광해군 15년) 인조 반정으로 광해군이 폐위되고 인조가 왕위에 오르자, 윤선도는 8년 만에 귀양에서 풀려 나서 한성으로 돌아왔다. 이후 학행으로 천거되어 승의랑 의금부 도사(都事)·병조 정랑 등의 벼슬에 임명되었으나 모두 사양하고는 고향인 전라남도 해남으로 내려갔다. 이후 여러 벼슬에 임명되었지만 모두 고사하고 취임하지 않았다. 그해 6월 의금부 도사 승의랑에서 봉직랑으로 승진하였다.
반정 직후 서인 조정에서 '죄를 입은 사람을 모두 뽑아 쓰자.'는 말이 있었는데, 일부에서 1616년 당시 그가 김제남을 비판하는 상소를 올린 일로 그의 등용을 반대하자, 인조의 사돈인 신풍부원군 장유(張維)가 그를 두둔하였다. 장유는 "형가(荊軻)는 연나라의 수치를 씻으려고 살아 있는 오기(於期)에게 머리를 달라고 했는데 선도(善道)는 간신 이이첨을 죽이자고 청했거늘 도리어 죽은 제남을 아끼는가?"하며 윤선도를 변호하였다. 그 뒤 여러 번 벼슬을 제수하였으나 다 나아가지 않았다. 1623년(인조 1년) 7월에 의금부 도사로 통덕랑에 승진했다가 조산대부(朝散大夫)에 임명되었다.
인조 반정으로 서인이 집권한 뒤, 이들은 명목상으로나마 만백성의 지지를 얻은 것처럼 천명하기 위해 남인계와 일부 북인들에게도 거듭 출사를 요청했지만 그는 출사를 거절한다. 그는 일찍부터 서인들에게 원한을 품고 있었다. 정여립의 난 때 죽음을 당한 이발은 윤의중의 사위였다. 이런 가족관계 외에도 송시열과 서인 정권에 의해 윤선도의 정치적 야망이 번번히 좌절된 것도 한몫을 했다.
윤선도는 송시열이 그랬던 것처럼 광해군 때 이이첨을 탄핵하다가 도리어 유배를 간 일이 있었다. 이이첨을 탄핵했던 송시열은 이이첨이 실각한 후 그 공로를 높이 인정받았으나, 윤선도는 유명수(柳命壽)의 사주를 받고 한 일이라고 깎아 내려져 공으로 인정되지 않았다. 인조 반정 이후에 그의 기개를 높이 사는 상소들이 올라왔지만 그가 유명수 등의 사주를 받았다는 비방도 계속 제기되자 그는 실망한다. 그 뒤 찰방 등의 관직에 여러 번 임명되었으나 이를 모두 사양하였다.
또한 윤선도는 송시열처럼 효종이 세자로 있을 때 세자시강원의 사부로 효종의 스승이었다. 세자가 임금으로 즉위하면 세자시강원 사부는 중용되는 것이 관례였지만 그는 중용되지 못했다. 윤선도는 그 이유가 바로 서인인 송시열의 반대 때문이라고 느끼고 있었다.

### 관직 생활

#### 관료생활 초반

##### 문과 급제와 대군 사부 시절

윤선도 서신 (1654년 1월)

1625년(인조 5년) 의금부도사에 임명되었으나 곧 사퇴하였고, 1627년에는 안기도찰방(安奇道察訪)에 임명되었으나 사양하고 취임하지 않았다. 1627년 10월에 중직대부로 승진하고 사포서별제(司圃署 別提)에 임명되었다.
1628년(인조 6년) 별시문과(別試文科)의 초시(初試)에 장원으로 급제하였다. 고향인 해남에서 조용히 지내던 중 1628년(인조 6년) 3월 우의정 신풍부원군(新豊府院君) 장유(張維)의 특별 추천으로 왕자사부(王子師父)의 한 사람이 되어 봉림(鳳林)·인평(麟坪) 두 대군의 사부가 되면서 인조의 신임을 얻어 호조좌랑에서부터 세자시강원문학(世子侍講院文學)을 역임했다. 이때 세자시강원에서 송시열을 만난다. 세자시강원에 있을 때 학범(學範)을 엄하게 세워 교훈하되 '소학(小學)'으로서 근본을 삼았으며, 학문을 강론할 때마다 반드시 옛 공자의 득실과 선악을 인용하여 되풀이해서 극진히 하니, 상(인조)이 더욱 어질 게 여겼으며 공자도 또한 더욱 삼가서 존경하고 예우하였다. 이때 그는 역시 대군사부로 보임된 송시열을 만나게 되는데 후일의 정적이 된다.
왕자사부로 재직 중 4월 건공장군(建功將軍) 행충무위부사맹(行忠武衛副司猛), 6월 25일 건공장군 행호분위부사맹(行虎賁衛副司正), 10월 8일 행충무위사맹(行忠武衛司猛)을 제수받았다. 1629년 1월 12일 행충무위부사과(行忠武衛副司果), 4월 8일 건공장군 행충무위부사정(行忠武衛副司正) 등 한직을 겸임하다가 1629년 5월 7일 왕자사부로 특별히 통훈대부로 승진했다.
1629년(인조 7년) 형조정랑(刑曹正郞)이 되고 다시 세자시강원문학에 임명되어 계속 왕자들을 보도하고 소현세자에게도 강론하였다. 이때 봉림대군과 인평대군을 견제하던 소현세자측 사람이 유언비어를 내 "선도가 몰래 모략을 꾸미니 앞으로 세자에게 이롭지 못하리라."하자 그는 즉시 벼슬을 내놓았다. 그러나 인조가 사람을 보내 그를 달래어 다시 데려왔다. 5년간 한양에서 대군사부로 있었으나, 여러 사람들과 부대끼며 벼슬하고 어울리는 것이 맞지 않았던 그는 벼슬을 버리고 전라남도 해남군 고향으로 내려왔다. 그러나 인조의 거듭된 청으로 다시 올라와 왕자사부로 봉림대군, 인평대군에게 글과 학문을 가르쳤다. 사부는 관직을 겸할 수 없음에도 특명으로 사부(師傅)와 겸임하여 공조좌랑, 형조정랑, 한성부서윤 등을 겸임하였다. 그해 12월 27일 행공조좌랑으로 전임되었다.

##### 언관 생활
1629년 왕자사부로 공조좌랑(工曹佐郞)을 겸하고, 형조정랑(刑曹正郞)이 되었다. 1630년(인조 8년)초 병으로 공조좌랑을 사직했다. 그러나 그해에 공조정랑, 한성부서윤(漢城府庶尹)을 거쳐 1630년 8월 1일 어모장군(禦侮將軍) 행용양위부사과(行龍驤衛副司果)로 전임되었다. 1630년 10월 별시(別試) 초시(初試)에 합격한 뒤 12월 특명으로 공조정랑(工曹正郞)을 제수받고 사부(師傅)도 겸직하였다.

거문고 '아양' (윤선도 거문고)
(윤선도 생전에 타던 거문고로, 그는 자신의 거문고를 아양 이라 이름 붙였다.)

1631년 6월 호조정랑에 임명되고 총융청랑(摠戎廳郞)을 겸하였으나 그해 9월에 호조정랑을 사직하고 해남으로 돌아갔다. 11월에 형조정랑에 임명되었으나 곧 사직하였다. 그 뒤 성균관 사예를 거쳐 1632년 1월 오랫동안 왕자의 사부로 있었다 하여 특별히 호조 정랑(戶曺正郞)으로 제수받고 사부(師傅)도 겸임하였으며, 그해 2월 사복시 첨정(司僕侍僉正)으로 승진했다가 지평 지덕해(池德海), 장령 고부천(高傅川)이 그를 파직하라는 상소를 올렸으나 왕이 받아들이지 않자 그들이 사직서를 냈다. 1632년 3월 한성부서윤(漢城府庶尹)이 되었다. 그해 11월에 병으로 한성부서윤직을 사퇴하고, 겸임하던 왕자사부직도 모두 사임하고 해남으로 돌아갔다.

##### 소현세자의 사부와 외직 전출
1633년(인조 11) 행세자시강원문학(行世子侍講院文學)이 되어 소현세자를 보도하였다. 그해 예조정랑, 사헌부지평 등을 지내고 7월 관서경시관(關西京試官), 9월 19일 통훈대부 행세자시강원문학 겸 춘추관기주관(行世子侍講院文學 兼 春秋館記注官)이 되어 소현세자를 보도하였다. 그해 10월 증광 향해 별시(增廣鄕解別試)에 급제하여 예조정랑(禮曺正郞)이 되었다. 그러나 바로 강석기(姜碩期)의 반대로 사직서를 내고 고향 해남으로 내려갔으나 왕의 부름을 받고 귀경, 바로 당상관으로 승진했다. 그러나 서인 측으로부터 너무 빨리 고위직으로 승진했다며 이의를 제기하여, 1634년 성산현감(星山縣監)으로 나갔다.
1634년 7월, 성산현감 재직 당시 양전(量田)의 득실을 논하고 등급을 낮출 것을 청하는 상소를 올렸으나 보고되지 아니하였다.
1634년 해남을 방문한 승려 침굉 현변(枕肱 懸辯)을 만나게 된다. 19세의 승려 침굉은 송계당을 따라 복현에 나들이 갔다가, 관청 객사의 상량문 문제로 윤선도를 만나게 된다. 이 당시 윤선도는 고향인 해남에 내려와 있었고, 둘째 아들을 잃었던 때였다. 침굉은 윤선도의 일찍 죽은 둘째 아들과 외모 등 여러 점에서 흡사했으므로, 윤선도는 그에게 자신의 옆에 머물러주기를 간청하였다. 후에 윤선도가 광양에 유배되었을 때, 침굉이 그곳에 가 창랑가(滄浪歌)를 부르면서 그를 위로해주었다고 한다.

##### 병자호란 전후
성산현감 재직 중 삼남(三南)에서 전답을 측량한 것을 두고 원성이 많아 그는 상소를 올려 '전정(田政)을 가볍게 하여 백성들에게 너그럽게 할 것'을 건의하였다. 그러나 토지를 측량하는 과정에서 일부 불만을 품은 지주가 그를 비난하여 결국 탄핵에 이르게 한다.
1635년(인조 13년)에는 8촌 윤선오(尹善五)에 의해 실전되었던 윤광전(尹光典)의 묘소가 발견되었다. 이후 제각을 겸한 문중 사당 조성에 적극 참여한다. 윤선도는 1635년 직계 선조인 6대조 사보(思甫)와 5대조 경(耕)의 묘소와 향사를 위한 경비를 마련하였다. 윤선도는 6대조와 5대조부모의 묘소가 종가의 친진(親盡) 이후 주사인(제사를 주관하는 사람)이 없이 내외자손이 기천 명에 이르지만 향화가 영영 끊어지고 관리가 소홀하여졌다고 한다. 그리하여 기천 명에 이르는 내외손이 포와 미를 거두어 제향경비로 쓰기로 하였다가, 1649년에 재답을 마련하는 방법으로 전환하고 이를 기화로 문중재실인 추원당을 건립하였다. 1635년 내내 그는 관직 출사를 단념하고 문중 선산과 분묘 발굴, 문중 사당 건립에 사재를 투자하였다.
1635년(인조 13년) 11월 탐학을 부렸다는 이유로 경상도관찰사 유백증(兪伯曾)의 탄핵으로 그의 탐욕행위가 조정에 알려져 성산현감에서 파직당하였다. 그해 복관되어 성주목사가 되었다가 사도시정(司導侍正)에 임명되었으나 얼마 뒤 사직하였다. 이후 행대동찰방(行大同察訪)으로 부임하였다. 서인계 언관들의 거듭된 탄핵 공세를 겪으면서 서인에 대한 앙심을 품게 된다.
1636년(인조 14년) 12월 병자호란 때 왕이 강화도로 피난하게 되자, 37년 1월 병자호란 중에 그는 가복(家僕) 수백 명을 배에 태워 강화로 떠났다. 그는 왕을 보호하기 위하여 배를 타고 강화도로 향하였다. 그러나 이미 강화도가 함락되었다는 소식을 듣고 다시 남한산성을 향해 가다가 이번에는 환도했다는 소식을 들었다. 인조가 청나라에 항복, 화의했다는 소식을 듣고 이를 욕되게 생각하고 평생 은거를 결심, 뱃길을 돌려서 제주도로 향하였다.

##### 보길도 은둔 생활
이후 그는 세상을 등질 결심을 하고 뱃머리를 돌려 제주도로 향해 가던 중 보길도(甫吉島)의 경치를 보고 반해 부용동(芙蓉洞)이라 이름하고 여생을 마칠 곳으로 삼았다. 남해 바다를 항해하다가 보길도를 지나면서 그 섬의 아름다움에 감탄한 나머지, 그 곳에 머물러 '부용동'(芙蓉洞)이라 이름 짓고 낙서재라는 정자를 세워 산과 바다를 즐기면서 시를 벗삼아 생활하였다. 본래는 심한 태풍을 피하기 위해 들렀으나 수려한 산수에 마음을 뺏겨 10여 년을 머무르게 된다. 그러나 이때 피난중이던 처녀 한 사람을 데리고 부용동에 갔던 것도 나중에 문제가 되었다.
| “ | 대동 찰방(大同察訪) 윤선도(尹善道)는 일찍이 병란 때에 해로를 따라 강도 근처까지 이르렀었는데, 경성을 지척에 두고서도 끝내 달려와 문안하지 않았으며, 피난 중이던 처녀를 잡아 배에 싣고 돌아갔습니다. 그리고는 그 일이 남들에게 알려질까 두려워 섬으로 깊이 들어가 종적을 숨기려고 하였으니, 잡아다 국문하여 정죄하소서. | ” |
|   | — 당시 서인계 사간원 언관들의 탄핵 |   |

그러나 인조가 거절하여 그는 국문을 당하지 않았다. 윤선도는 보길도의 격자봉(格紫峰) 아래 집을 짓고 낙서재(樂書齋)라 하였다. 여기에서 시문과 술, 문객과 문인들, 동남동녀들을 데리고 풍류를 즐겼다. 그는 조상이 물려준 막대한 재산으로 십이정각(十二亭閣), 세연정(洗然亭), 회수당(回水堂), 석실(石室) 등을 지었다. 그러나 정축하성의 후유증이 수습된 뒤 한성부에 상경했다가, 한성에 돌아와서도 왕에게 문안드리지 않았다는 죄목으로 탄핵을 당한다.

##### 2차 보길도 은둔 생활

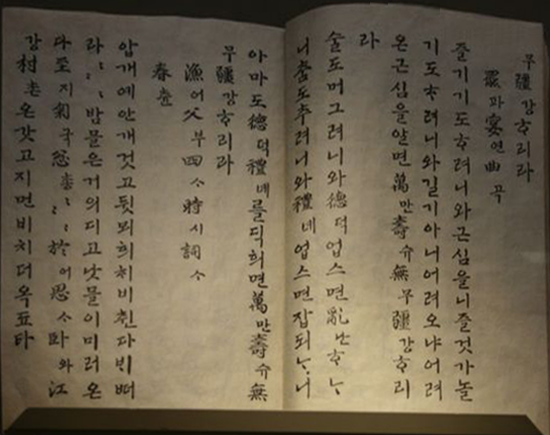
작품 강호사시사의 한글본

인조의 피난 행렬 근처에 있었으나 임금을 호종하지 않았다는 죄목으로 서인 언관들의 탄핵을 받았으며, 그해 대동찰방에 임명되었다가 처음에 거부했었다는 이유로 1638년 6월 경상북도 영덕(盈德)에 유배되었다.
영덕 유배지에서 풀려난 후, 그는 관직에 나가지 않고 은거했다. 그 뒤 전국의 아름다운 명산과 사연을 찾아다니며 시를 지었는데, 그 무렵에 나온 작품이 〈산중신곡〉, 〈속 산중신곡〉 등이다. 1643년에는 거금도 풍광에 대한 소문을 듣고 거금도를 찾아가 여러 날 머물면서 산중신곡을 펴냈다. 이후 그는 10년 동안 정치와는 관계없이 보길도의 부용동과 새로 발견한 금쇄동(金鎖洞)의 산수 자연 속에서 한가한 생활을 즐겼다.
보길도로 돌아온 그는 정자를 짓고 시(詩)·가(歌)·무(舞)를 즐기며 살았으며, 무민거(無憫居)·정성당(靜成堂) 등 집을 짓고, 정자를 증축하며, 큰 못을 파는 등 호화로운 생활을 즐기면서 제자들을 가르쳤다. 즉, 격자봉 밑에 낙서재를 지어 시문과 주자학을 연구하고, 이 일대에 소은병, 낭음계, 오운대, 독등대, 상춘대, 엄선대 등 주변 바위에 이름을 붙여 자연에 묻혀 자연과 대화하는 조경을 경영하였다. 또 낙서재의 건너 개울가에 연못을 파고 집을 지어 곡수당이라 하고, 낙서재 건너 산 중턱 절벽 위에 한 칸의 집을 짓고 동천석실이라 하여 독서와 강론을 하며 별장으로도 활용했다. 그리고 계곡을 따라 동북쪽으로 내려가면 계간을 판석보로 막아 계담을 조성하고 물을 돌려 방지를 이룩하고 방지 옆에 단을 쌓고 세연정을 지었다. 이때 윤선도는 금쇄동을 배경으로 산중신곡 (山中新曲), 산중속신곡 (山中續新曲), 고금영 (古今詠), 증반금 (贈伴琴) 등을 지었다.

#### 야인 생활
1644년(인조 22년)에 인조가 병을 얻자 태의(太醫)를 통해 그를 불렀으나 가지 못하고 상소문을 올렸다. 그는 상소에서 "마음은 한 몸의 주장이 되므로 장부(臟腑)ㆍ규맥(竅脉)ㆍ기혈(氣血)ㆍ음양(陰陽)의 역순 성쇠(逆順盛衰)가 다 마음에 매어 있으니, 마음이 편안하면 곧 몸도 편안해서 풍한(風寒)ㆍ서습(暑濕)ㆍ귀매(鬼魅)ㆍ백사(百邪)가 저절로 들어오지 못하지만, 마음이 편치 못하면 곧 이와는 반대로 되는 법입니다."하고, 이어 섭식과 약석(藥石)으로 병을 다스리는 방법을 논하여 나라를 다스리고 백성들을 보호할 것을 비유하는 상소를 올렸으나 중간에서 인멸, 위에 보고되지 않았다. 오히려 서인들은 그가 건방지게 왕명을 받고도 즉시 도성에 올라오지 않았다며 죄를 주어야 한다며 공격하였다.
이후 그는 서실을 짓고 시문과 글을 가르치며 소일하며 문인들과 시인, 가객들을 길러냈다. 그의 문인 중 한명인 이서우를 통해 그의 학문과 시맥은 성호 이익과 안정복 등에게로 계승된다.
1649년(인조 25) 5월 8일 인조가 병으로 사망했다. 그러나 국상을 당했지만 그는 딱히 슬퍼하는 기색도 없이 칩거하여, 다시 사헌부의 탄핵을 받았다. 서인 사헌부에서는 그의 태도를 문제 삼아 계속 공격했다.
| “ | 전 현감 윤선도(尹善道)는 일찍이 선조(先朝) 때 나라의 후한 은혜를 입었는데도 병자년 난리 때 끝내 분문(奔問)하지 않고 해도(海島)를 점유하여 호부(豪富)함을 즐겼으며, 나라에 국상이 있는데도 감히 마음대로 편안함을 즐기고 분곡(奔哭)하지 않고서 아들을 보내 상소하여 은연중 조정의 뜻을 염탐하였으니, 그의 교만스럽고 세상을 농락한 정상이 더욱 얄밉습니다. 잡아다 국문하여 죄를 정하소서. | ” |

그러나 윤선도의 문인들이 그의 무고함을 상소하였고 결국 무마되었다. 인조가 죽자 오히려 그는 아들을 보내 당시 한성부의 동태를 살피고 오게 했다. 그리고 당시 한성부의 동태를 파악하여 오도록 했다. 5월 15일 효종 즉위 직후 그는 나라를 올바르게 다스릴 것을 상소한 <기축소 己丑疏>를 올렸다. 효종이 즉위한 직후 여러 차례 부름이 있었으나 모두 고사하였다.

#### 관직에 재출사
1649년(효종 즉위년) 6월 효종 즉위 직후 석방, 특별 복권되어, 효종의 부름을 받았으나 계속 사양하였다. 1650년 2월 성균관사예(司藝)에 임명하자 처음에는 거절하였으나 효종의 거듭된 부탁을 거절하지 못하고 취임하였다. 그해 3월 효종은 그에게 통정대부 승정원승지(承旨)를 제수하고 이어 동부승지겸 경연참찬관에 임명하여 늘 경연(經筵)에 참여하게 하였으나, 서인계 경연관들이 그를 꺼리고 기피하자, 4월초 여러 번 상소하여 강력히 물러날 의사를 밝히고 떠났다. 효종이 특별히 배려하여 동부승지에 제수했지만 그가 한사코 거절하자 사간원의 언관이던 민정중(閔鼎重)과 김시진이 그를 탄핵하는 상소를 올리기도 했다. 그러나 예전 스승으로 있을 때처럼 지도해줄 것을 거듭 요청하는 효종의 거듭된 청을 받고 그해 여름 다시 출사하였다.
1652년(효종 3년) 1월 23일 통훈대부 행성균관사예(通訓大夫行成均館司藝)가 되어 부임하였으며, 그해 3월에 사직하였으나 허락되지 않았다. 3월 27일 특명으로 통정대부 동부승지겸 경연참찬관 춘추관수찬관에 제수되자 두 번씩 사직하는 상소를 올렸으나 효종이 반려하였다. 그러나 4월 초 정언(正言) 이만웅(李萬雄)이 탄핵했다는 말을 듣고 다시 사직소(辭職疏)를 올려 허락을 받았다. 바로 하직인사 후, 고향인 해남으로 내려 가려다가 효종의 만류로 고산(孤山)에 머물렀다. 1652년(효종 3년) 4월 5일에 절충장군(折衝將軍) 행의흥위부사직(行義興衛副司直)에 임명되었다가 4월 9일 동반직인 절충장군 행용양위부호군으로 전임되었다.
1652년 8월 예조참의(禮曺參議)가 되었는데 서인들의 공격으로 사퇴하였으나 받아들여지지 않았다. 10월 예조참의가 되어 상경한 그는 시급히 처리해야 할 여덟 가지 현안시책을 건의한 '시무팔조 (時務八條)'를 지어 올렸다. 시무팔조를 올린 뒤 사직하고 양주(楊州)의 고산촌(孤山村)에 잠시 체류하며 11월에 원두표의 권력이 강한 것을 비판한 <논원두표소 論元斗杓疏>를 올렸다.
...(이하 중략)...공신 원두표(元斗杓)가 제마음대로 처사하니 재억(裁抑)하여 공신을 보전케 하소서...(이하 중략)...

시무팔조와 논원두표소(論元斗杓疏)를 올리면서 그는 왕권의 확립과 강화를 강력히 주장하였다. 그러나 시무팔조에도 김자점(金自點), 송시열(宋時烈), 원두표(元斗杓)가 각각 파당을 만들고 다툰 점과 당시 서인 중진인 원두표를 비난하는 내용이 들어 있어서 서인의 공격을 받자 스스로 사직하고 경기도 양주군 고산(孤山)의 별장에 다시 은거하였다. 이 곳에서 몽천요(夢天謠)를 썼다.

#### 공신들과의 갈등과 파면
그는 김자점, 송시열, 원두표가 각각 파벌을 조장한다고 비판했다. 그러다가 원두표를 집중 공격하기 시작하였다. 그해 11월 원두표를 해임하고 은퇴시키라는 강경 상소를 올렸다.
| “ | 신은 자신이 하찮은 존재라는 것을 망각하고 국가와 고락을 같이하고 안위를 함께할 생각에만 늘 절실하므로, 옛사람이 이른바 ‘신은 차라리 말하고 죽을지언정 차마 말하지 않고 폐하를 저버릴 수 없습니다.’라는 말을 욀 때마다 간절하여 잊을 수가 없습니다. 지금 천재(天災)와 시변(時變)이 거듭 나타나는데, 그림자를 살피면 그 형상을 알 수 있고, 한가히 있을 때에 깊이 생각하면 어리석은 자의 많은 생각 중에도 한 가지 좋은 생각이 있을 수 있으므로, 감히 서리가 내리는 것을 보면 추운 겨울이 올 것을 안다는 경계를 가지고 근본을 굳게 하는 계책을 도우려 합니다. 바라건대, 성명(聖明)께서는 마음을 맑게 하여 자신을 살피고 정신들여 꾀하여 과감히 결단하소서. 원평 부원군(原平府院君) 원두표(元斗杓)는 재주는 많으나 덕이 적고, 이득을 좋아하고 의리가 없으며, 사납고 교활하며, 포학하게 화심(禍心)을 감추고 있으므로, 거리에서 이야기하는 사람들은 장차 화를 면하지 못할 것이라 하고, 원대한 안목이 있는 사람은 잘 죽기 어려울 것이라고 염려합니다. 이러한 사람에게 일을 맡기지 않는 것은 옛날의 밝은 임금이 공신(功臣)을 보전한 덕이고, 이러한 사람을 먼 변방으로 내치는 것은 옛날 성인이 망설이지 않고 간사한 자를 물리친 도였습니다. 밝은 임금의 덕과 성인의 도가 어찌 성명께서 체득하여 행하셔야 할 것이 아니겠습니까. 바라건대, 전하께서는 빨리 원두표를 먼 지방에서 한가히 살도록 명하여 연말까지 한가롭게 놀게 하다가 나라의 형세가 굳어지고 조정이 안정된 뒤에 그가 새로워지거든 다시 등용하소서. 그러면 종사에는 실로 억만년 끝없는 복이 되고 원두표에게도 억만년토록 얻기 어려운 복이 되지 않겠습니까. 신이 기우(杞憂)를 못 견디어 외람되게 하찮은 계책을 아뢰었습니다. | ” |

그때까지도 윤선도의 사직서를 수락하지 않던 효종은 "상소한 사연이 매우 해괴하고 경망하여 버려둘 수 없으니, 본직(本職)을 갈라."며 그대로 파면하였다. 윤선도의 상소가 있자 원두표가 궐하(闕下)에 대죄하여 상소하였다.
| “ | 윤선도의 상소는 오로지 근일의 재변을 신에게 돌린 것인데, 그림자를 보면 형상을 안다느니 서리를 밟으면 추운 겨울이 올 것을 안다느니 하는 따위의 말까지 하면서 종사(宗社)를 근심하였습니다. 이런 죄목은 억측으로 남을 의심할 수 없으므로 반드시 듣고 본 것이 있을 것이고, 신도 이런 말을 듣고 분명히 씻기 전에는 천지 사이에 다시 설 수 없으니, 신을 옥관에게 내려 윤선도와 한 곳에서 대질하게 하여 국법을 바루소서. | ” |

그러나 문제가 커지자 효종은 원두표를 위로하여 돌려보낸 뒤 윤선도의 고신을 거두었다. 그해 11월 삭탈관직하고 도성에서 추방되었다. 문외 출송(門外黜送) 조치 이후 한성을 떠나 고향 해남에 내려와 한동안 외부출입을 자제하고 은거생활을 하였다.

#### 은거와 학문 연구, 제자 양성
그러나 그의 원두표 공격의 후유증은 계속되었고, 그는 외부와 단절하고 성리학 연구와 시와 글로 소일하였다. 1653년 2월에 보길도(甫吉島) 부용동(芙蓉洞)에 가서 세연정(洗然亭)을 증축하였고, 명성이 알려져 문인들이 찾아왔다. 이후 석실(石室), 회수당(回水堂), 무민거(無憫居), 정성당(靜成堂) 등을 짓고 제자들을 가르쳤다.
1654년(효종 5년) 부인 남원 윤씨가 죽자 전라남도 해남군 수정동 야산에 장사지냈다. 그 뒤 윤선도가 죽고 장사지낼 때에 이르러 고향인 문소에 옮겨 합장하였다. 1655년(효종 6년) 3월 14일에 절충장군 행용양위부호군(折衝將軍 行龍驤衛副護軍)에 임명되었다. 그해 10월 그는 <시폐사조소 時弊四條疏>를 올려, 당시 조정에서 섬 주민들을 몰아내고 어부들을 강화도로 이주시키려는 일 등의 부당함을 말하여 중지시켰다. 1656년 상소를 올려 서인이 조정을 장악한 것을 규탄, 조선이 왕의 나라인지 신하의 나라인가를 묻고 왕권을 강화할 것을 상소하였다.
71세까지 활동하여 벼슬이 금부 도사, 공조좌랑, 예조정랑 등을 거쳐 예조참의, 동부승지에 이르렀으며, 남인의 거두로서 치열한 당쟁 속에 휘말려 일생을 거의 벽지 유배소에서 보냈다. 1657년(효종 8년) 가을, 인선왕후 장씨의 병으로, 약제를 잘 짓는다는 추천에 따라 왕명으로 상경하여 내의원 제조(內醫院提調) 로 의약(議藥) 제조에도 참여하였다.

#### 파면과 복직
1657년(효종 8년) 4월 6일 윤선도는 승정원의 옹폐(壅蔽)를 공박하는 소(疏)를 올렸는데, 그 가운데 남인 정개청의 서원(書院)을 철폐하는 것의 부당함을 논한 것이 문제가 되어 송시열과 갈등하였다. 이때 그는 정개청을 변호하였으나 송시열이 강경하게 나오자, 그는 송시열이 편협하다며 공격하여 감정싸움이 벌어졌고, 송시열과 서인들은 그가 사론을 조장했다며 공격하자 그해 8월 파면당하였다. 1657년 중추부첨지사(中樞府僉知事)로 임명되어 복직하였다.
1657년 겨울에 첨지중추부사(僉知中樞府事)를 거쳐, 공조 참의에 임명되었다. 바로 공조 참의를 거쳐 다시 승정원동부승지 겸 경연참찬관에 임명되었으나, 자신과 같은 남인(南人)인 학자 정개청(鄭介淸)을 모신 서원을 철폐하려 하는 서인(西人) 송시열과 논쟁하였다. 이어 송준길(宋浚吉)이 정개청의 일을 비난하자 서인들의 계속된 상소로 정개청의 사당은 훼철되었다. 정개청의 사당을 헐게 되자, 윤선도는 또 상소하여 정개청 사당 훼철의 부당함을 극진히 변명하였다. 동시에 송시열과 송준길이 당이 다르다는 이유로 선현을 모독한다고 규탄하였다.
1658년 3월 다시 공조참의(工曺參議)에 특별히 임명되어 복직하였다. 이는 효종이 자신의 왕자시절 사부에 대한 배려였다. 그런데 이때 윤선도는 정개청의 일을 언급하며 자신은 사직해야 된다고 하였다. 그러자 4월 대간과 사헌부에서 들고 일어나 그를 탄핵하였고, 자리를 교체시켜 세자시강원에서 왕세자인 현종의 사부가 되어 현종을 가르쳤다. 그러나 사간원과 사헌부는 계속 탄핵하였고, 그해 12월 삭탈관직당하고 다시 고향인 경기도 양주로 되돌아갔다.

#### 예송 논쟁

##### 효종의 능지 선정
1659년(효종 10) 5월 4일 효종이 죽자 그해 5월말 총호사 심지원이 자신을 수행할 사람으로 이원진과 윤선도를 추천하였다. 바로 첨지(僉知)에 제수되었다가, 심지원의 건의로 특별히 효종의 능지를 살필 산릉간심관(山陵看審官)이 되어 특별히 부호군에 임명되어 상경했다. 이후 효종의 장지(葬地)를 선발하는 명을 받고 조선 각지를 돌아다녔다.
장지를 보러 다니던 중 윤선도는 길지를 택해 경기도 여주(驪州)의 홍제동(弘濟洞)과 수원(水原, 현 수원성 주변)을 능지에 적합한 길지로 정했으나 서인들의 반대로 묵살되었다. 현종은 그가 선정한 능지 후보지 중의 하나인 수원을 채택했으나 서인들은 그가 정한 묘자리가 마음에 들지 않는다는 이유로 집단 반발, 1659년 7월 서인계 언관들이 그를 공격했다. 수원 능지 선정은 취소되고, 건원릉(健元陵) 내의 건좌(乾坐) 언덕이 효종의 능침으로 채택되면서 그는 서인 언관들의 공격으로 파직되고 추고되었다.
이후 산릉(山陵)문제와 함께 조대비의 복제(趙大妃服制)문제가 대두되었다. 남인파인 윤선도는 송시열·송준길 등 노론파에 맞서 상소로써 항쟁했다. 그러나 산릉간심관으로 제대로 능지를 보려 하지 않았다는 서인계 언관들의 공세에 시달렸다. 1659년 8월 서인들의 거듭된 공격으로 파직당하였다. 1660년 복직하여 호군이 되었다.

##### 1차 예송 논쟁과 유배

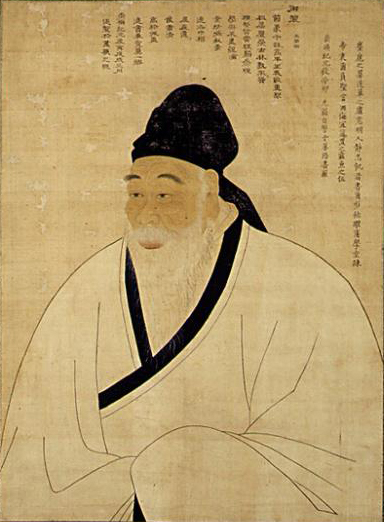
정적이자 경쟁자인 송시열
(그는 서인, 노론의 영수였다. 그는 효종이 차남이므로 왕위를 계승했더라도 차남의 예로서 1년복을 주장했다.)

이때 그는 복제 문제를 걸고 넘어진다. 효종이 죽자 송시열과 송준길, 김수항을 비롯한 서인들은 계모인 자의대비의 복제는 차자로서, 적장자 이외에는 모두 서자로 본다는 주자가례에 따라야 된다고 주장했다. 그러나 윤선도는 효종이 인조의 왕위를 계승하였는데 어떻게 차남이나 서자로 격하하려는 수작을 부리느냐며 항의하였다. 그는 일찍이 송시열을 "시열은 도리어 문과수비(허물을 감추고 뉘우치지 않음)하려는 꾀가 있어서 예경(禮經)의 글자들을 주워 모아 자기의 뜻에 맞게 부회하니 그 사설이 번거롭기만 합니다."라고 평한 바 있었다.
1660년 윤선도는 상소를 올려 효종이 왕통을 계승했으므로 장남의 예로써 3년 상복으로 대우해야 한다고 주장했다. 그러나 송시열은 효종은 가계상 차남이 맞으므로 장남 이외의 자식들에 대한 1년 상복을 입어야 한다고 주장했다. 또한 서인측에서 어머니(계모도 어머니로 간주한다.)를 신하로 삼는 예가 어디 있느냐며 문제를 제기해온다. 이 과정에서 윤선도는 송시열이 효종의 종통을 부인한다는 상소를 올려 파란을 몰고 온다. 종통과 왕통이 따로 있을 수 있느냐는 이론을 제기했고, 이는 종통과 왕통을 분리한 송시열을 역적으로 몰고 가는 이론적 근거가 된다.

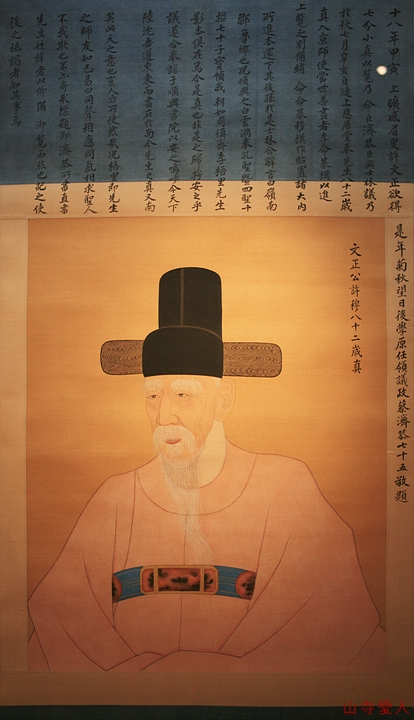
미수 허목
(윤선도와 함께 예송논쟁 당시 3년복 설을 주장하였다.)

효종이 인조의 맏아들로 왕위를 이었다면 별 문제가 없었겠지만 그는 차남이고 인조의 맏아들인 소현세자의 상중에 자의대비가 맏아들에게 행하는 예로써 3년상을 치렀기 때문에 다시 효종의 상을 당하여서는 몇 년 상을 해야 하는가가 문제가 되었다. 이 문제에 직면하자 서인의 송시열과 송준길은 효종이 차남이므로 원칙대로 당연히 기년상이어야 한다고 주장했다. 하지만 남인의 허목과 윤휴는 효종이 비록 차남이지만 왕위를 계승하였으므로 장남과 다름없기에 3년상이어야 한다고 반론을 제기했다. 서인과 남인의 복상 논쟁은 극단적인 감정으로 치달았고, 결국 돌이킬 수 없는 정쟁으로 확대되고 말았다. 그리고 이 정쟁은 지방으로 확대되어 재야 선비들 사이에서도 중요한 쟁점으로 부각되었다.
그는 남인의 우두머리로서 3년 설을 주장하다가 기년 설을 주장하는 서인에게 꺾이게 된다. 서인들은 그가 송시열과 마찬가지로 효종과 현종의 사부였으나 송시열에 밀려서 빛을 보지 못한 점을 근거로 들어 그가 송시열을 질투, 투기하는 것으로 몰아 비방하였다. 서인으로부터 송시열을 질투, 투기하는 편협한 인간으로 비난을 받자 감정이 상한 그는 송시열을 사형에 처해야 한다는 주장까지 하게 된다. 이후 그는 허목(許穆), 윤휴와 함께 송시열이 효종을 가짜 임금으로 취급한다며 격렬한 상소를 올렸다. 그는 송시열이 역심을 품고 있다며 송시열의 사형을 주장했다.

##### 상소문 사건
1660년 4월 호군이 되었다. 곧 윤선도는 허목을 변호하면서 송시열이 종통과 적통을 분리하려 한다며 사형할 것을 청하는 상소를 올렸다.
| “ | 송시열이 종통(宗統)은 종묘와 사직을 관장하는 임금(효종)에게 돌려보내고 적통(嫡通)은 기왕에 죽은 장자(소현세자)에게 돌려보내니 종통과 적통을 어찌 두 가지로 할 수 있습니까? 아버지의 명령(父詔)과 왕명을 받았어도 정통이라고 하지 못한다면 가짜 세자란 말입니까? 가짜 황제란 말입니까? 고공(古公)이 비록 계력을 세웠더라도 고공의 정통은 오히려 태백(太伯)의 자손에게 있단 말입니까? 이와 같다면 국인(國人)이 뜻을 바르게 정하지 못할 것이요, 나아가 계력의 자손들을 어떻게 보존하자는 말입니까?. | ” |

윤선도는 기년복 주장의 논리상의 오류를 지적하며 송시열, 송준길 등 서인 세력이 복상 문제를 기회로 역모를 도모하고 있다고 몰아 제거하려 했다. 즉, 이종비주(二宗卑主, 종통과 적통을 분리해 임금을 비하시킴)의 논리를 폈던 것이다. 그는 평소 송시열의 체이부정 주장과 서인이 당론으로 소현세자와 민회빈 강씨, 김홍욱 복권운동을 벌이는 점을 근거로 송시열이 효종의 정통성을 부정한다는 근거로 삼기도 했다. 그러나 송시열의 처형 주장은 서인들의 거센 반발을 불러왔다.
윤선도의 상소를 보고 서인들은 비로소 예송을 거듭 제기하는 남인들의 속뜻을 명확히 알게 되었다. 즉 선례에 따라 예를 바로잡자는 학문적인 차원이 아니라 이를 빌미로 송시열을 죽이자는 것이요, 나아가 서인 정권을 타도하자는 정치 공세인 줄 알게 된 것이다. 이에 송시열을 비난하며 갈라섰던 서인들이 일제히 단합해 윤선도를 공격했다.

##### 논쟁과 갈등
윤선도 등은 예송 논쟁 때 송시열과 송준길이 효종에게 소현세자빈의 명예회복과 복권을 강력하게 주청했다는 점을 걸고 넘어지며, 그들이 소현세자를 정통으로 생각했다고 공격했고, 윤휴 등은 이에 동조했다.
소현세자와 소현세자빈은 인조에 의해 억울하게 희생되어 죽었고, 세자빈을 구명했다가 희생된 김홍욱을 의를 위해 희생된 선비라고 확신하던 송시열과 송준길은 윤선도, 윤휴와 남인들의 정치공세에 크게 분노했다. 반좌율를 물어 그를 극형에 처해야 된다는 서인 성균관 유생들과 선비들의 상소가 연이어 올라왔다.
송시열을 죽이려다가 집권당인 서인들의 공격을 한 몸에 받게 된 윤선도는 오히려 궁한 처지에 놓이게 되었다. 서인은 부제학 유계는 상소를 불사르자고 청하고 서인이 장악한 삼사 등에서는 윤선도를 혹은 국문하자 하고 혹은 죽이자고 하였다. 집권 서인과 삼사의 공격을 한 몸에 받는 윤선도는 죽음의 기로에 놓이게 되었다. 이때 윤선도를 구명하고 나선 인물은 우윤 권시였다. 그는 상소를 올려 윤선도를 옹호했다.
| “ | 자의대비마마의 복제가 3년이 맞는 것은 조금도 의심할 여지가 없는 사실입니다. 그런데 송시열, 송준길 등이 이를 잘못 해석한 것은 유감된 일입니다. 온 세상이 이것이 잘못임을 알지만 누구도 말하는 사람이 없기 때문에 윤선도가 말한 것입니다. 다만 선도의 말이 간악하나 그 감언한 용기는 취할 만한 점이고 또 선왕의 사부이니 경솔하게 죽일 수는 없습니다. | ” |

그러나 이번에는 삼사가 일제히 나서서 권시를 공격했다. 권시는 벼슬을 내놓고 낙향하고 말았다.
이때 서인 유계가 그가 올린 상소를 불태워야 한다고 건의하여, 그의 상소를 불태워 버렸다. 1차 예송논쟁이 진행되는 가운데 그는 송시열이 효종의 종통을 부인했다는 과격한 상소를 올렸으나 오히려 자신이 역공격을 받고 부호군으로 체임되었다가, 1660년 6월 함경남도 삼수(三水)에 유배되었다.
윤선도의 논리가 송시열 등의 서인들에 대한 모함이라는 탄핵에 의해 윤선도는 귀양 조치되고, 현종은 더 이상 예론을 거론하지 말라고 엄명함으로써 이 사건은 표면적으로는 일단락되었다. 그러나 이 조치에 대해 남인들은 승복하지 않았고, 윤휴 등은 반발했다.

#### 1차 예송 논쟁의 후폭풍
윤선도를 옹호했던 권시가 파직되자, 윤선거의 형이자 송시열의 사돈인 윤문거 가 사직소를 올렸다. 이 사건의 여파로 교리 이익(李翊) 등이 송시열을 떠나게 되었고, 재야 사림들도 허목과 윤휴 쪽으로 여론이 많이 기울어졌다.
여기에 삼조의 노신이요 판중추를 지낸 조경(趙絅)이 윤선도를 옹호하고 그의 상소를 태워버린 것은 잘못이라는 상소를 올려 이에 가세했다. 조경의 상소는 조정을 둘로 갈라놓았다. 송시열과 이유태, 그리고 부제학 유계 등은 조경을 공격했으나, 영상 정태화와 좌상 심지원(沈之源), 그리고 대사간 조수익(趙壽益) 등은 조경을 옹호했다. 조경은 관직을 내놓고 재야에 물러나 있었는데 반대파들은 그를 삭직해서 내쫓자고 주장하면서 이것이 관철되지 않으면 모두 물러나겠다고 강경하게 대응했다.
송시열은 조경을 삭탈관직하라는 자신의 주장이 받아들여지지 않자 시골로 내려가겠다면서 사직소를 올리고 고향으로 내려갔다. 그런데 이 사건 이후에 남인 유생들의 윤선도 구명 운동이 계속 일어나 조정에서 끝난 예송 논쟁은 지방 유생들의 대립으로 확산되었다. 그러자 결국 허목이 송시열을 탄핵하는 것으로 사태가 확산된다. 결국 이러한 1차 예송 논쟁은 소현세자의 셋째 아들인 석견이 죽자 일단락되고, 서인과 남인의 대립은 송시열과 허적의 정책 대립으로 발전하게 되었다.
1663년 3월과 4월 남인계 유생들이 윤선도의 무고함과 윤선도가 고령임을 들어 석방을 탄원했지만 모두 거절당하였다.

### 유배 생활

#### 탄핵과 유배
송시열을 강도 높게 비판했다가, 서인들은 윤선도가 송시열을 죽이려 한다고 생각하여, 그가 어진 이를 모함한다며 심하게 공격하였으며 역으로 윤선도를 사형시켜야 된다고 주장했다. 그러나 서인들의 계속된 비난에도 불구하고 그는 효종과 현종의 왕자, 세자 시절 사부의 한 사람이었으므로 사형은 모면하였다.
윤선도의 상소는 현종을 고무하기보다는 분노케했다. 가짜 세자, 가짜 황제 운운은 비록 윤선도가 효종, 현종을 옹호하는 뜻으로 말했다 해도 신하로서는 사용할 수 없는 심한 말이었던 데다가 이미 자신이 즉위한 시점에서 자신의 정통성 시비를 용인해서 이득이 될 것이 없었기 때문이다.
| “ | 윤선도는 심술이 바르지 못하여 감히 음험한 상소로 상하를 헐뜯었으니 마땅히 사형시킬 것이로되 차마 죄주지 못할 사정이 있으니 관작을 삭탈하고 전리로 돌아가게 하라. | ” |

윤선도가 효종, 현종의 사부가 아니었더라면 꼼짝없이 죽음을 당했을 것이다. 윤선도는 귀향조치를 받고 고향으로 내려가게 되었다. 그러나 윤선도에 대한 서인의 집요한 공격에 분개한 허목이 다시 송시열의 사형을 청하는 상소문을 올림으로써 싸움은 격화되었다.
서인들은 윤선도를 귀향시키는 데 그친 현종의 처분이 너무 약하다 하여 연일 상소를 올렸다. 이에 따라 왕은 "선도를 삼수(三水)로 귀양보내라"는 하교를 다시 내리게 되었다. 1660년 4월 명이 바뀌어 함경도(咸鏡道) 삼수군(三水郡)에 유배령을 받고 출발, 그해 6월에 삼수에 도착하였다. 그해 겨울에 <예설 禮說> 2편을 지어 복제 문제를 소상히 밝혀 놓았다. 여기서 그는 장자가 죽고 차자가 왕위를 계승했으면 장자로 보는 예설의 근거 조목을 찾아서 정리, 저술하였다.

#### 유배 생활
그의 장남 윤인미(尹仁美)는 또한 학식이 많기로 알려져 명성이 있었다. 윤선도가 삼수에 유배중일 때 장남 윤인미가 과거에 급제하였으나 서인들에 의해 아버지 윤선도에 연좌되어 관직임용에서 배척당한다. 이후 윤인미는 금고형을 선고받아 관직을 제수받지 못하고 13년간 금고생활하다가 윤선도가 죽고 3년 뒤인 1674년(현종 15년)에 죽으니, 1677년(숙종 3년) 사간원 헌납(司諫院 獻納)으로 추증된다.
노구의 윤선도가 막상 유배를 가게 되자 이번에는 그에 대한 동정론이 일었다. 심지어 송시열과 같이 기년설을 옹호했던 송준길도 윤선도의 처벌에 반대할 정도였다.
1661년 전국적으로 가뭄이 들어 흉년이 일어났다. 4월에 가뭄이 극심해지자 이때 삼수도 흉년과 기근이 심하여 그의 유배지를 북청으로 옮기는 논의가 있었다. 그러나 이때 송시열과 송준길이 그의 유배지를 옮기는 것을 반대하여 허목 등과 언쟁이 벌어졌고, 송시열과 송준길의 뜻이 관철되어 윤선도의 유배지는 옮겨지지 못했다. 흉년이 계속되자 현종은 구언(求言)을 하였고, 이때 판중추부사(判中樞府事) 조경(趙絅)이 상소를 올려 윤선도를 동정하며 유배지를 옮겨줄 것을 청하였다.
이어 송준길이 그의 유배지를 좀더 나은 곳으로 옮겨줄 것을 청하여 윤선도를 삼수(三水)보다 풍토가 나은 북청(北靑)으로 이배하도록 하였으나, 뒤이어 조경(趙絅)이 윤선도를 옹호한 소를 올렸다가 다시 논란이 되었다.
선도가 무슨 죄입니까? 선도의 죄는 종통 적통을 말한 것이니, 효종을 위하여 좌단한 것입니다. 선도가 소를 드리던 날에 누가 전하에게 소를 태우자는 계책을 내었습니까? 고려 공민왕은 이존오(李存吾)의 소를 불태워 버렸고 전번에 광해는 정온(鄭蘊)의 소를 불태웠는데, 국사와 야사에 쓰기를 만약 "아무 조정 아무 때에 윤선도의 '예를 논한 소'를 불태웠다." 한다면 성조(聖朝)의 누(累)가 됨이 어떻겠습니까.

조경은 윤선도를 옹호하며 흉작지에 유배된 윤선도를 구명하였으나 서인의 탄핵상소가 빗발쳤고, 현종은 분노하여 조경(趙絅)을 삭탈관작하였다. 이어 1660년 겨울, 윤선도가 유배지 삼수에서 지은 <예설 禮說>이 문제가 되어 다시 서인 삼사의 공격을 받게 되었다. 그해 5월 15일에는 북청 이배의 명이 취소되고 6월 13일에는 반성하지 않는다는 이유로 죄를 추가하여 위리안치(圍籬安置) 형이 추가되었다. 이듬해인 1662년 3월 28일 위리안치를 철거하였다.

#### 석방 운동

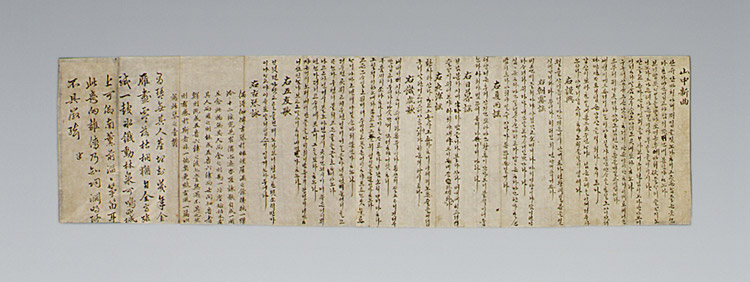
작품 산중신곡

이후 남인계 유생과 선비들이 상소를 올려, 흉작지에 유배된 것과 윤선도가 팔순을 바라보는 고령임을 들어 선처를 호소하는 탄원서를 올렸으나 모두 묵살되었다. 현종은 윤선도를 옹호하는 주장에 엄히 대처하였으나, 남인계 유생과 선비들의 상소는 계속되었다. 서인에서는 그를 죽여야 된다며 계속 상소를 올렸고, 이에 반감을 품게 된 허목은 도리어 송시열이 예를 그르쳐서 효종의 정통성을 부정했으니 사형시켜야 된다는 상소를 계속 올리게 된다.
유배지에서도 좌절하지 않고 학문 연구와 시문을 지으며 소일하였다. 한편 오지의 학동, 청년들을 데려다가 글을 가르치기도 했고, 자발적으로 그의 문하에 찾아와서 배우는 젊은이들도 있었다. 그는 수시로 가족에게 서신을 보냈다. 유배 중이던 윤선도는 과거에 낙방한 아들에게 “부지런하지 못한 탓도 있지만, 하늘이 돕지 않은 데서 비롯된 것”이라며 “하늘의 도움을 구하려면 선행을 쌓고 어짊을 베풀어 복을 받는 수밖에 없다”며 다독인다. 유배지에서 보낸 또다른 편지에서 그는 자녀들에게 편지를 보내 근검절약할 것을 권한다.
| “ | 나는 50세가 넘어서야 명주옷이나 모시옷을 처음 입었는데, 시골 있을 때 네가 명주옷을 입은 것을 보고 몹시 불쾌했었다. 이런 복식(服飾)은 모름지기 물리쳐 가까이 말고 검소한 덕을 숭상하도록 하여라. | ” |

고산 윤선도는 함경도 유배지에서 아들에게 보낸 '기대아서(寄大兒書)'에서 검소하고 소박하게 살 것을 당부하고 있는데, 그의 이러한 뜻은 가풍으로 이어졌다.
허목과 윤휴가 계속 그의 석방을 청하는 탄원서와 상소를 올렸으나 모두 묵살당하였다. 1663년 홍문관수찬 홍우원(洪宇遠)이 또 상소하여 종통, 적통의 주장을 하며 윤선도를 너그럽게 풀어 달라고 청하나, 현종은 이를 거절했다. 1663년 4월 홍우원은 다시 윤선도의 석방을 탄원했으나, 현종은 도리어 홍우원을 금고형에 처하였다. 유배지에서도 시문을 짓고, 그의 명성을 듣고 찾아온 명사들과 시문으로 소일하였다. 그런데 그가 유배지에서도 음악을 즐긴다는 소문이 돌자 이를 염려한 용주 조경(龍洲趙絅)은 1664년초 그를 염려하며 자숙하라는 편지 서신을 보낸다. 이에 그해 9월 윤선도는 조경에게 자신의 음악론을 피력한 <답조용주별폭 答趙龍洲別幅>을 보냈다. 한편 윤휴와 허목은 계속해서 윤선도를 석방할 것을 청원하는 탄원서를 조정에 올렸다. 1665년 다시 가뭄으로 흉년이 계속되자 배소를 옮겨 전라남도 광양(光陽)으로 이배되었다.
1665년 1월 흰무지개가 해를 꿰뚫고 2월에는 혜성이 나타나자 현종은 자신을 책망하며 구언(求言)을 하였는데 이때, 그해 2월 21일 유학(幼學) 성대경(成大經)이 구언에 따라 상소를 올려 윤선도의 방환을 탄원하였다. 이를 계기로 허목과 윤휴 등 남인에서는 계속 윤선도를 구명하는 상소를 올렸다. 2월 27일에 다시 재앙으로 큰 가뭄이 발생하였는데, 그 결과 윤선도를 전라도(全羅道) 광양(光陽)으로 이배의 명이 내려졌다. 윤선도는 4월에 삼수를 출발, 6월에 전남 광양에 도착하여 백운산(白雲山) 아래 옥룡동(玉龍洞)에서 유배생활을 하였다.
그러나 광양도 흉년으로 피해를 입었고, 허목의 표현에 의하면 '남쪽 바다 끝 바닷가로 풍토가 심히 나빠서 난환(難換)과 기괴한 병이 있어 객지에서 와 사는 사람 10명 가운데 8~9명은 죽었다. 2년 뒤에 큰 가뭄이 들었다.' 한다. 1667년 초 현종은 그가 오랫동안 유배살이를 한 것을 생각하여 풀어주려고 대신들을 모아 의견을 묻자, 모두 석방하라 하였으나 의정부 영의정 홍명하(洪命夏)만 안된다고 극력 반대하였다. 그러나 곧 윤선도의 석방이 결정되었다.

### 생애 후반

#### 작품 활동
1641년 55세에 <금쇄동기 金鎖洞記>를 지었다. 1642년 56세에는 시조 <만흥 漫興> 6수, <조무요 朝霧謠> 1수, <하우요 夏雨謠> 2수, <일모요 日暮謠> 1수, <야심요 夜深謠> 1수, <기세탄 饑歲歎> 1수, <오우가 五友歌> 6수 등 <산중신곡 山中新曲> 18수를 지었다. 1645년 59세에 시조 <추야조 秋夜操> 1수, <춘효음 春曉吟> 1수 등 <산중속신곡 山中續新曲> 2수를 지었다. 그 밖에 <고금영 古琴詠> 1수, <증반금 贈伴琴> 1수, <초연곡 初筵曲> 2수, <파연곡 罷宴曲> 2수 등의 시조를 지었다.
1651년(효종 2) 가을 벼슬을 버리고 보길도(甫吉島)의 부용동(芙蓉洞)에 들어가 한적한 나날을 보내면서 <어부사시사>를 지었다.
1652년 66세 5월에는 고산(孤山)에 머무르면서 시조 <몽천요삼장 夢天謠三章>을 지었다. 1664년 78세에는 유배지에서도 음악을 즐긴다는 소문을 염려한 용주(龍洲) 조경(趙絅)에게 자신의 음악론을 피력한 <답조용주별폭 答趙龍洲別幅>을 답신으로 지어 보냈다.

#### 석방과 낙향

윤선도의 친필 서한

1667년 6월 8일(음력 윤4월 17일)에 이르러 조정에서는 윤선도의 석방을 논의하였으나 결정하지 못하였다. 그러나 그해 7월 1일(음력 5월 11일) 유학 이석복(李碩馥) 등이 윤선도의 사면, 석방을 상하였다. 고민하던 현종은 그해 9월 8일(음력 7월 21일) 윤선도를 석방하라는 명을 내렸다. 8월에 해남으로 돌아와서 있다가 9월에는 부용동(芙蓉洞)으로 들어갔다. 1668년 무민당(無憫堂) 동쪽 시냇가에 작은 집을 짓고 곡수(曲水)라고 명명하였다.
성격이 곧고 직설적이었던 그는 적을 많이 만들었다. '조선의 정치에서 생존의 조건인 침묵을 지키지 않는 불 같은 성깔은 결국 정치에서 문학으로 전환하려는 잠재된 욕망 때문이었을지 모른다'는 평도 있다. 1667년(현종 9년) 그의 나이 81세에 이르러 겨우 석방된 뒤 자연 속에 묻혀서 시를 읊으며 남은 생애를 보냈다. 만년에는 이해창(李海昌), 조경, 허목, 윤휴, 홍무적, 홍우원, 하홍도, 권해, 이서우, 정길보, 나위소 등과 교유하였고, 그밖에 당색이 다른 인물로는 백강 이경여, 윤선거, 윤문거, 윤원거 등과 교유하였다. 문하생 중의 한 사람인 이서우는 남인의 학문과 시맥(詩脈)을 후대에 전하였다.
온갖 억측과 비판이 계속되었지만 미수 허목 등 소수의 친구들은 그와 계속 교류하였고, 허목은 그를 '경외하는 외우', '이 시대의 의인'이라며 그를 칭송하였다.
그의 첩 경주설씨는 고산이 진도에 머무를 때 얻은 부인으로, 고산은 이곳에서 간척사업을 하였는데 이곳 토착민의 부인 이었다 한다. 경주설씨는 고산이 보길도에서 생활할 때 함께 지냈다고 하며 그곳의 후손들이 경주설씨와의 후손으로 알려지고 있다. 만년에 그는 매일 아침마다 두륜산정에 올라 오심재 약수터를 찾기도 했다.

#### 최후

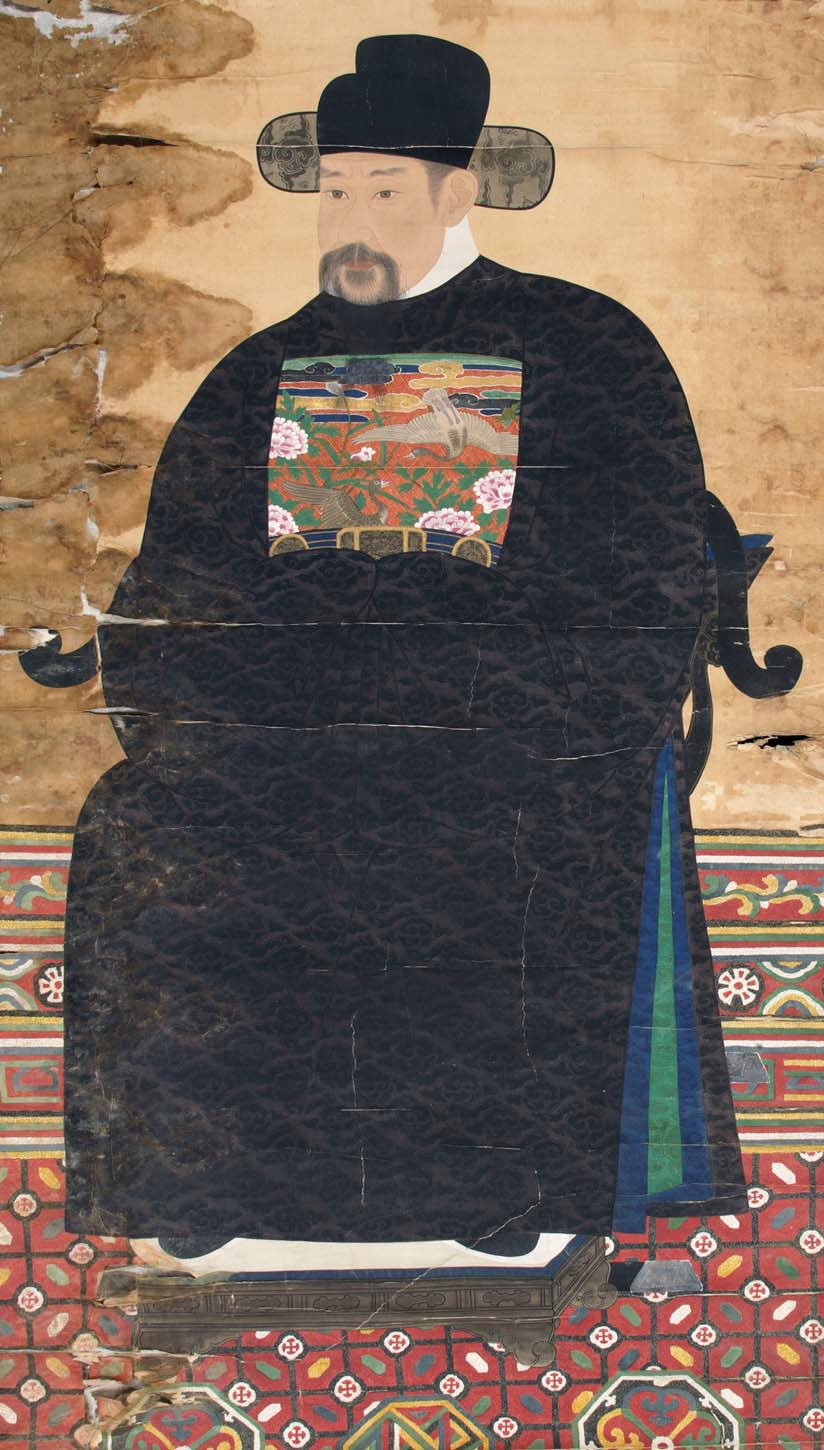
윤휴

여생을 한적히 보내다가 1671년 7월 16일(현종 12년 음력 6월 11일) 전라남도 해남군 보길도 낙서재(樂書齋)에서 사망하였다. 사망 당시 향년 85세였다. 서인들은 현종실록에서 그의 졸기를 뺐고, 현종개수실록에 그의 졸기를 실었지만 '윤선도가 죽었다'라는 몇 글자만 실어 놓았다. 그해 9월 22일 해남군 현산면 구시리 금쇄동 아래 문소동(해남군 현산면 문소동과 해남군 삼산면의 경계 지점)에 안장하였다.
그는 치열한 당쟁 때문에 일생을 거의 귀양지에서 보냈으며, 어부사시사(漁父四時詞) 등 많은 시가를 지었다. 그의 작품은 《고산 유고》에 수록되어 있다.
죽은 뒤 1675년(숙종 1년) 남인이 집권하자 죄가 풀려 신원되고, 증 이조판서에 추증되었다.

### 사후
그의 학문과 시문은 이서우를 통해 성호 이익과 채제공에게로 이어졌다. 시문집으로는 정조 15년에 왕의 특명으로 발간된 <고산유고>가 있다. 이 시문집의 하별집(下別集)에 시조 및 단가 75수가 <산중신곡>(山中新曲) 18수, <산중속신곡>(山中續新曲) 2수, 기타 6수, <어부사시사>(漁父四時詞) 40수, <몽천요>(夢天謠) 5수, <우후요>(雨後謠) 1수 순서로 실려 전한다.

허적

1672년 12월 현종은 특명을 내려 선왕과 자신의 스승이던 그의 직위와 작첩을 되돌려주라 명하였다.
그의 사후 효종비 인선대비 장씨가 1674년 1월에 사망하면서 자의대비가 다시 효종비 장씨의 상복을 입는 문제를 놓고 논쟁이 벌어졌다. 이때 윤휴, 허목 등의 1년설이 채택되어 제2차 예송 논쟁에서 남인이 승리, 집권하면서 그도 복권된다. 묘갈명과 신도비문은 1681년 미수 허목(許穆)이 찬하였다.
그의 아들에게도 연좌제가 적용되어 장남 윤인미(尹仁美)는 그가 삼수에서 귀양살 때 급제하였으나, 금고형 13년형을 선고받고 그가 죽은지 4년 뒤 1674년(현종 15년)에 병사했다. 1675년 1월 그에게 가해진 유벌을 풀어주기를 청하는 윤휴의 상소로 유벌이 풀렸다.
금고된 아들 윤인미는 1677년(숙종 3년) 증 사간원 헌납(司諫院 獻納)이 추증되었다. 그러나 갑술환국 이후 다시 그의 후손들에게도 금고령이 내려졌으며 영조 때에 가서야 특별히 해금되었다. 4대손 윤덕희(尹德熙)는 화공으로 출사하여 삼성진전(三聖眞殿) 모사중수도감(摸寫重修都監)을 중수할 때 감독으로 참여한 공로로 정릉현감이 되어 다시 가세를 일으켰다.

#### 추증과 추탈
이어 1675년(숙종 1년) 2월 제1차 예송 논쟁으로 송시열, 송준길 등에 맞서다가 피해를 입은 남인 관료들을 복권시킬 때 허목, 윤휴의 건의로 그해 8월 2일 증(贈) 자헌대부 이조판서(吏曹判書)에 추증(追贈)되었다. 이때 허목과 윤휴는 여러 번 그가 예를 바로잡는 데 기여하였으므로 마땅히 의정(議政)으로 추증하고 작위를 내려야 한다고 건의했으나 의정부영의정 허적(許積)은 옳지 않다하여 결국 1671년 1월 증직은 이조판서로 정해졌다. 1676년 2월 28일 이조참판 이무가 다시 윤선도에게 삼공을 증직할 것을 청하였다.
1678년 9월 영의정 허적과 허목, 윤휴 등이 그에게 시호를 내릴 것을 상주하여 1679년(숙종 5년) 8월 김덕원(金德遠)의 상주로 충헌(忠憲)의 시호가 내려졌다. 그러나 1680년(숙종 6년) 8월에 허견의 옥사로 남인들이 서인에 의해 대거 숙청, 허적(許積), 윤휴 등이 처형당하고 허목, 홍우원 등은 파직당하여 문외출송당한 뒤, 이사명(李師命) 등의 상소로 그해 윤 8월 10일 윤선도에게 내려진 증직과 시호도 함께 추탈당하였다. 그 뒤 1689년(숙종 15년) 기사환국으로 남인이 집권하면서 그해 2월 다시 복작되었다.
1694년(숙종 20년) 갑술환국(甲戌換局)으로 서인이 집권하고 남인이 거세되면서 관작이 다시 추탈되었다가 1697년 다시 복권되었다.1701년(숙종 27년) 무고의 옥으로 다시 관작이 추탈되었다가 정조 때인 1795년(정조 19년) 10월 정조(正祖)의 특명으로 다시 복권되었다. 그의 증손 공재 윤두서의 외손이 다산 정약용으로, 정약용은 정조 때의 남인 문신이자 500여 권의 저서를 남긴 저명한 학자였다.
1725년(영조 3) 영조의 특명으로 불천지위(영구히 제사지냄)의 명을 받았다. 그 뒤 추탈되었다가 1727년(영조 5년) 다시 영조의 특명으로 불천지위가 회복되었다. 묘비문은 허목이 썼고, 신도비는 허목이 쓴 신도비와 문인 이서우가 쓴 신도비가 있다.

### 현대
1910년 대한제국의 멸망 이후 학계에서 그의 문학 작품들에 관심을 갖기 시작하였다. 1950년대 이후 그의 작품에 대해 본격적인 관심이 나타났고, 1970년대에 한글로 번역, 교과서와 각종 문학 작품에 인용, 연구되기 시작했다.
2001년 5월 고산 윤선도 문학대상이 제정되었다.
2006년 전라남도청 대강당 1층 홀에 윤선도 홀이라 이름붙여졌다.

## 평가
그는 성품이 강직하고 시비를 가림에 타협이 없어 자주 유배를 당했다. 또한 거침없는 발언, 형식과 제도에 얽매이지 않는 행동으로 적을 많이 만들기도 했다. 한편 그는 음악을 좋아하는 풍류인이기도 했다. 특히 그가 남긴 시조 75수는 국문학사상 시조의 최고봉이라 일컬어진다.
그의 시조는 정철의 가사와 함께 조선 시가에서 쌍벽을 이루는 것이었다. 자연을 소재로 지은 시조 짓기가 뛰어나서 정철, 박인로와 함께 조선의 3대 시가인(三大詩歌人)으로 불린다. 그러나 역사학자 이덕일은 자연을 소재로 한 것 보다는 현실 정치에서의 우울함을 승화시킨 것으로 해석하기도 한다.

### 당대의 평가
미수 허목은 그의 원칙론과 강경함을 높이 평가하였다. 허목은 경신환국 직후 쓴 신도비문에서 "준정(峻正)하여 인의(仁義)를 많이 쌓아 널리 베풀고 만물을 이롭게 하는 것으로 마음을 삼고 사곡한 예와 변변치 못한 은혜로 명예를 바라거나 구하는 것을 부끄럽게 여기며 언어와 행동에 있어서 언제나 남의 뜻에 구차하게 영합하려 하지 않아서 환난궁액(患難窮厄)에 한결같고 바른 도리 때문에 배척을 당해 죄수명부에 있은 지 전후 20년이나 된다. 하늘을 두고 맹세하리 만큼 정당하여 비록 아홉 번 죽어도 뉘우치지 않고 처음부터 끝까지 한결같으니, 의를 봄이 밝고 죽음으로서 지켜서 바꾸지 않는 이가 아니고서야 능히 이같이 하였겠는가!" 라며 평가했다.
남파 홍우원(洪宇遠)은 "앞사람을 이어받지 않고 새로운 경지를 세웠다.(不襲踏前人 創立新意)"라고 평하여 창의성을 높이 샀다.
또 고산선생의 한시에 대해서도 '검옹지림(黔翁志林)'에서 "고산 윤선도의 시는 옛 사람을 따르지 않고, 스스로 틀을 잡아 마음대로 짓고, 뛰어나서 남들이 높이고 두려워 하게 했다.(尹孤山善道詩 不依古人 自出機?放恣卓詭 有使人可敬而畏者)라고 평하였다. 영조 때의 가객(歌客)인 김수장(金壽長)은 『해동가요(海東歌謠)』에서 "이분(고산)의 노래는 때 묻지 않아 맑고 높으므로 우리로서는 올라갈 수 없는 만장봉이다.(然此翁歌法 脫垢淸高 吾觀之此 則難登萬丈之峯)"라고 청고한 시격(詩格)을 칭송하고, '고산어부사발문'을 찬하였다.

### 후대의 평가
독립운동가 겸 정치인 위당 정인보(鄭寅普)는 '정송강(鄭松江)과 국문학(國文學)'이란 글에서 "고산은 대개 담아의 일경으로 나아가 저 강호연파에 배합되는 데 좋다. 고산의 '어부사시사'에 "우는 것이 뻐꾸긴가 푸른 것이 버들숲가" 같은 것은 물외한인(物外閑人)의 우유(優遊)하는 심경을 흔적없이 나타냈고, "하마 밤들거냐 자규소래 맑게 난다" 같은 것은 호남 산수간의 야경(夜景)을 귀신같이 그려 놓았다."라고 말하였다.

### 작품성
그의 시조는 시조의 일반적 주제인 자연과의 화합을 주제로 담았다. 우리말을 쉽고 간소하며 자연스럽게 구사하여 한국어의 예술적 가치를 발현시켰다는 평가를 받고 있다.
조윤제(趙潤濟)는 《한국시가사강(韓國時歌史綱)》에서 "고산은 다른 작가에 특출하여 실로 시가로 인하여 조선어의 미를 발견하고, 그를 그의 시가상에 직접 시험하여 보았다."고 평하여 고산선생이 시조문학의 대가임을 극찬하였다. 또, 《한국문학사》의 '고산조'에서도 "시조문학역사 수백년에 드디어 우리는 위대한 시조인을 얻었다. 그는 즉 고산이다..... 그의 시가는 단순한 감흥의 표현이 아니고 자연과 완전 배합되며 또 자기자신의 현현으로서 나왔다. 이것이 고산의 위대한 점이다...... 고산의 자연은 자연이라기보다는 약동하는 생명이다. 고산의 시조는 자연의 소리요, 자연미의 율동이다. 고산은 자연시인으로 시조의 절묘를 얻어 시조문학의 진가를 최고로 발휘하였다. 고래로 시조작가가 수없이 많아 간혹 특출한 절품이 전혀 없었던 바는 아니지만, 그들의 작품을 통판할 때 고산만큼 대성한 이는 일찍이 없었다. 이런 점으로 보아 고산은 확실히 시조에 있어 최고봉이라 하지 않을 수 없다."
김사엽(金思燁)은 《국문학사(國文學史)》에서 "고산으로 말미암아 조선어의 미가 발견되었고, 조선어를 예술적으로 순화양양했다고 본다. 송강이 이미 가사를 통하여 더없이 아름다움을 밝혀 놓았거니와 고산에 이르러 한 겹 더 깊이 넓게 되고, 캐내어 그 아려함을 천명하였다. 한문이란 밀림 속에서 유교라는 정글 속에서 우리말을 찾기란 그 당시에 있어서 지난하다기보다 불가능에 가까운 공부이었을 것인데 대담하게도 이것을 시험해서 훌륭히 성공하였다. 여기에서도 단가에 있어서는 월계관을 고산옹에게 올려야 하겠다."
이재수(李在秀)는 《윤고산연구(尹孤山硏究)》란 저서에서 고산이 가요의 대가라고 한다. "평범한 시재에다 고결한 인격의 향기를 융합시켜 세련된 수법으로 그려낸 것이 그의 단가다. 그 작품은 평범하게 보이나 음미하면 할수록 의의가 심원하고, 표현과 내용이 소박하면서도 고아하고, 고전미가 있다. 고산작품의 가치는 시정보다도 표현의 미에 있다. 특히 그가 조선어를 교묘히 구사한 것은 특필하여야 된다. 과거 한학자들은 생각하는 것이 도학이요, 붓끝에 튀어나오는 것이 한문숙어인데 조선어의 중요성을 창도한 이가 전대에 이퇴계가 있었고, 후에는 김서포가 있었지만 조선어는 고산에 의하여 미가 부여되며 예술어화하였다. 이 점은 고산이 송강의 높은 시재와 대치하여 조선 가요사상에서 쌍고봉이 되는 까닭이다."라고 평한다.
시인 윤곤강(尹崑崗)도 《고산가사(孤山歌辭)》에서 고산의 작품 경향과 수법을 말하되 "그의 작품은 돈후 화이를 주지호 한 듯하며, 어느 것을 보아도 모두 유창하고 평명하다. 그의 시조는 되도록 평명한 것을 주지로 삼으면서도 사람의 간장을 파고드는 알 수 없는 박력을 갖고 있는 것은 어귀음률이 깍고 다듬어져서 순연한 예술의 경지를 나타내 주는 데 있다......고산의 시조야말로 탄이하고 소박하면서도 속되지 아니한 참으로 사람의 냄새를 풍기는 가장 보통성을 가진 예술일 것이다." 라고 봤다. 박성의(朴晟義)는 《송강ㆍ노계ㆍ고산의 시가문학》에서 "과연 고산은 자연시인으로서 시조의 절묘를 얻어 시조문학의 가치를 최고도로 발휘하였으니, 시조의 나아갈 길은 고산에 이르러 거의 절정에 달한 느낌이 난다. 이런 의미에서 고산은 근세 시조문학의 제일인자이다.", 정병욱(鄭炳昱)은 〈윤고산론(尹孤山論)〉에서 "국어미(國語美) 조탁(彫琢)의 천재(天才)" 등으로 평가했다.

## 저술 작품

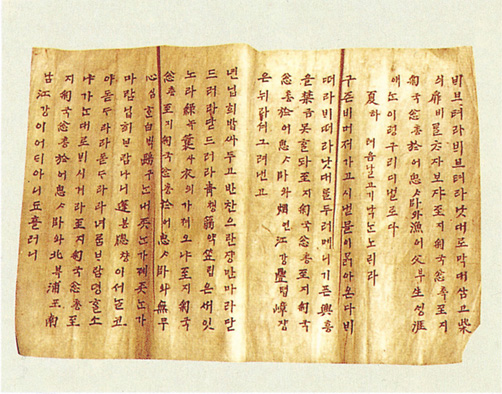
저서 고산유고

단가와 시조 75수를 창작하였다. 시가 중 〈산중신곡(山中新曲)〉, 〈어부사시사〉 등이 유명하다.
- 《고산선생유고집》 (孤山先生遺稿)
- 《별집》(別集)
- 《약화제》(藥和劑)
- 《충헌공가훈》
- 《금쇄동기》
- 《병진소》
- 《고산소초》
- 《경모첩》
- 《장원급제답안지》
- 《영모첩》
- 《고산서찰》
- 《금쇄동집고》
- 《은사첩》
- 《고산양자 예조입안 문서》
- 《증이조판서 윤공시장》

### 작품
- 이필행묘갈명

### 처방전
- 선창약(癬瘡藥) - 버짐을 없애는 약
- 회충약(蛔蟲藥) - 회충을 없애는 약
- 해수약(咳嗽藥) - 노인들의 해수병 치료약
- 복학신방(腹瘧神方) - 어린애들의 자라배를 다스리는 약
- 우역신방(牛疫神方) - 농촌지역 소의 전염병을 퇴치하는 간단한 처방전
- 오선주방(五仙酒方) - 술, 건강주

## 가족 관계

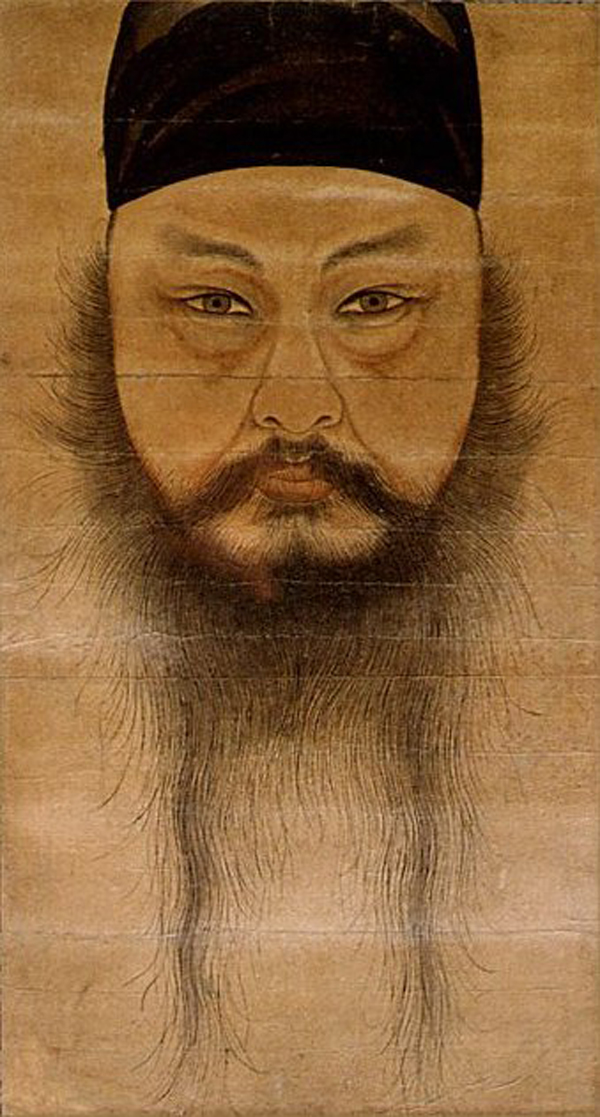
증손자 윤두서의 자화상

윤선도의 본처 남원 윤씨의 친정아버지 윤돈(尹暾)은 백호 윤휴의 친족이기도 하다. 또한 증손자는 화가 윤두서이고 정약용이 윤두서의 외증손자가 된다.
- 부인 : 남원 윤씨(南原尹氏, 1588년 - 1655년 2월 22일, 판서(判書) 윤돈(尹暾)의 딸)
  - 첫째 아들 : 윤인미(尹仁美, 1607년(?) - 1674년, 진사, 자(字)는 자수(子壽)이고 호(號)는 뇌치헌(牢癡軒))
  - 며느리 : 전주유씨(감사(監司), 유항(柳恒)의 딸, 유영경의 종손녀)
    - 손자 : 윤이석(尹爾錫)
    - 손자며느리 : 청송심씨 (종친부 전부(宗親府 典簿) 심광사(沈光泗)의 딸, 이조판서 심액(沈詻)의 손녀, 남인 산림 공조참의 심광수(沈光洙)의 조카)
      - 증손자 : 윤두서(尹斗緖)

  - 둘째 아들 : 일직 요절(? - 1630년 이전 사망)
  - 셋째 아들 : 윤의미(尹義美, 1612년 9월 25일 - 1636년 5월, 진사) - 형 윤선언의 양자로 출계하였다.
    - 손자 : 윤이후(尹爾厚)
    - 손자 : 이름 미상

  - 넷째 아들 : 윤예미(尹禮美, 1619년 4월 28일 - 1669년 8월)
  - 며느리 : 이씨, 이숙진(李叔鎭)의 딸
    - 손자 : 윤이구(尹爾久, ? - 1656년 3월)

  - 딸 : 윤씨
  - 사위 : 심광면(沈光沔, 1622년 - 1647년)
    - 외손자 : 심단(沈檀, 1645년 - 1730년)

  - 딸 : 윤씨
  - 사위 : 이보만(李保晩 또는 이간만(李侃晩))

- 부인 : 한양조씨
  - 서자 : 윤순미(尹循美, 1638년 6월 - 1667년 9월)
  - 서녀 : 윤씨, 성균관직강(直講) 이익로(李翼老)의 첩
  - 서녀사위 : 이익로(李翼老)

- 첩 : 이름 미상
  - 서자 : 이름 미상(1631년 - 1639년 2월 1일[40])

- 첩 : 경주설씨(1620년 ~ ?)
  - 서자 : 윤직미(尹直美, 1643년 ~ 1724년) : 학관(學官). 윤선도의 시문과 작품을 일부 정리하여 보존, 후대에 전하였다.

## 작품의 예술성
<산중신곡> 18수 가운데 <오우가 五友歌>는 물·돌·소나무·대나무·달을 읊은 시조로 널리 애송되었다. <어부사시사>는 효종 때 부용동에 들어가 은거할 무렵에 지은 것으로, 봄·여름·가을·겨울을 각각 10수씩 읊었다. 그의 시조는 시조의 일반적 주제인 자연과의 화합을 주제로 담았다. 우리말을 쉽고 간소하며 자연스럽게 구사하여 한국어의 예술적 가치를 발현시켰다는 평가를 받고 있다.
| “ | 나의 벗이 몇이나 있느냐 헤아려 보니 물과 돌과 소나무, 대나무다. 게다가 동쪽 산에 달이 밝게 떠오르니 그것은 더욱 반가운 일이로구나. 그만 두자, 이 다섯 가지면 그만이지 이밖에 다른 것이 더 있은들 무엇 하겠는가…중략…나무도 아닌 것이 풀도 아닌 것이 / 곧게 자라기는 누가 그리 시켰으며 / 또 속은 어이하여 비어 있는가 / 저리하고도 네 계절에 늘 푸르니 / 나는 그것을 좋아하노라. | ” |

산중신곡에서는 영암군의 월출산을 '선경(仙境)'으로 묘사하기도 했다.

## 사상과 신념

### 효종 정통론
윤선도는 정구, 허목, 윤휴와 함께 왕사부동례설을 주장하였다. 그에 의하면 인조의 왕통을 이은 것은 효종이므로 효종은 아버지의 뜻에 따라 왕통을 계승하였으므로 제2장자로서 장남과 같다고 보았다. 그에 의하면 서자는 첩의 자녀에게만 서자라 부르는 것이고, 정실 자녀에게는 중자라고 해도 서자라 부르지는 않는다고 봤다.

### 북벌론에 대한 비판
1649년 효종이 즉위한 뒤 송시열과 송준길을 중심으로 북벌론이 제기되었다. 송시열과 송준길은 오랑캐를 정벌하여 복수하자고 효종의 뜻을 움직여 드디어 북벌을 단행하려 하였으나 그는 민생이 중함을 들어 함부로 군사를 일으키지 말 것을 건의하였다. 그러나 받아들여지지 않자 그는 다시 상소하여 '몸을 닦고 도를 닦아 왕손을 너그럽게 용서하여야 된다.'는 일을 현도에 올렸으나, 감사(監司) 이시만(李時萬)이 올리지 않았다.
감사 이시만이 그의 상소를 올리지 않자 그는 윤인미를 시켜 직접 승정원에 상소를 올리게 하니, 승정원이 기각하려다가 효종이 올리라 하여 얼마 뒤 올렸다. 효종이 마음을 기울여 답하기를 '직접 당언(바른말)을 듣고자 한다.'고 하였다. 그는 북벌론을 불필요한 소모 또는 정략적으로 이용하려는 명분으로 간주하였다.

### 한의사
윤선도는 의학 지식이 있어 치료를 하기도 했다. 의학과 관련하여 최초로 실록에 나타난 시기는 인조 10년이다. 인조, 효종, 현종 때 중궁전과 대비전의 의약(醫藥)을 위하여 고산선생을 불러 들인 것으로 볼 때 고산선생은 의약부문에 있어서도 대단한 경지에 이른 것을 알 수 있다. 심지어 정적이었던 송시열, 원두표 마저도 사람을 보내 그에게 약을 지어줄 것을 청하였다. 또한 집안에 약포(藥鋪)를 운영하여 병든 사람들을 구했다는 기록들도 있다. 녹우당에는 약을 조제하기 위해 썼던 '자가용 약장'이 현재도 전래되고 있다.
고산선생이 의술을 접하게 된 경위를 사공조참의소(辭工曹參議疏)에서 "어렸을 때 어버이의 질병 때문에 옛 의방을 검토하였으나, 지식이 얕아서 남들이 지나친 추대를 하여도 이것을 매개로 하여 벼슬길에 나아갈 생각을 한 적이 없다."고 하여 스스로 한의학을 연구하게 된 계기를 밝혔다. 의학을 일종의 천한 기술로 여기던 당대의 시류와는 달리 직접 진료를 하고, 처방전을 지어주기도 했다.

### 서자에 대한 평등한 대우
그에게는 여러 서자 서녀들이 있었다. 그 중에서도 고산은 경주설씨와의 사이에 난 아들 중에 윤학관을 매우 사랑하였다고 하는데 이는 당시 서얼이 차별받는 신분사회였지만 고산은 무조건 서얼을 차별하려 했던 것은 아닌 것으로 생각할 수 있다. 적서차별이 존재하던 조선사회에서 서자에게 애정을 쏟는 경우는 희귀하고 드문 일이었다. 그러나 그는 개인적으로 서자에 대한 애정은 애정이었으나, 신분관계는 명확하게 하였다.
고산은 보길도에서 임종시에 학관이 시종토록 하였다고 한다. 윤선도는 첩의 자식도 같은 자식이라 사랑함에는 다를 바 없었다고 하지만 선조의 유업은 서손에게 함부로 나누어 주지 않았다고 하여 신분사회의 한계는 완전히 벗어날 수는 없었다고 볼 수 있다. 이같은 인연 때문인지 서자 윤학관의 무덤은 윤선도의 무덤이 있는 금쇄동 정상에서 내려다보이는 곳에 잠들어 있다.

## 일화

### 세연정과 녹우당
사계절 어촌의 풍경과 어부의 생활을 읊은 고산 윤선도의 어부사시사는 조선시대 시가문학의 백미로 꼽힌다. 춘하추동에 따라 10수씩, 총 40수로 되어 있다. 전남 완도군 보길도는 어부사시사의 산실. 고산은 1637년 세상을 등지고 은둔 생활을 위해 제주도로 향하던 중 이곳의 자연 경관에 매료돼 13년을 생활하였다 한다. 윤선도가 만든 '세연정'(洗然亭)의 경치는 조선시대 지어진 정원 중 으뜸으로 꼽힌다. 섬에는 고산의 흔적이 곳곳에 남아 있다. 그가 연회를 즐겼던 세연정과 세연지, 시문을 창작하고 강론한 낙서재, 사색의 터전이었던 동천석실 등이 현존 하고 있다.
그가 나고 자란 녹우당은 후일의 해남 윤씨의 어초은공파(연동파)의 종가로, 고조부 윤효정(호는 어초은(漁樵隱), 1476 ~ 1543)이 해남군 연동(蓮洞)에 살터를 정하면서 지은 15세기 중엽의 건물이다. 효종은 어린 시절 사부였던 윤선도를 위해 선물로 수원에 집을 지어주었다. 그는 효종이 선물한 경기도 수원집을 영원히 기념하고자 해상으로 일일이 운송하여 해남으로 이전하여 이어서 건축, 사랑채로 삼고 녹우당(綠雨堂)이란 이름을 붙였다. 은행나무가 녹우당을 상징하고 뒷산에는 비자나무숲(천년 기념물 제 241호)이 근처에 있다.

### 광양추동 유배지
윤선도 나이 79세 때인 1665년에 유배령을 받고 전라남도 광양군 추동마을로 유배되어 와서 2년4개월 동안 귀향살이를 하였다. 전설에 의하면 윤선도가 남긴 문집 <고산유고>를 이 곳에서 지었다고 전해진다. 그가 살았던 옛 집터와 울창한 대나무 숲과 물이 흐르는 개울과 암반 4~5백년 되는 노송 이 현재까지 존재하고 있다.

## 기타
그는 여러 지식에 통달하고 해박하여, 성리학과 예학은 물론 풍수지리와 관상, 경사 등의 지식에도 능통하였다.
그의 문인 정유악(鄭維岳)은 그가 죽자 송시열의 문인이 되었다. 1675년 남인 언관 이수경은 이를 문제삼기도 했다.
그의 후손 중 일제강점기인 1926년부터 1943년까지 중추원 참의를 지낸 윤정현이 전남 해남군 해남읍에 소유한 토지 39필지(9만4천여m2)에 대해 국가 귀속 결정을 내렸다고 2009년 10월 19일 밝혔다.
이 중 1개 필지는 해남읍 연동리에서 사적으로 지정된 윤선도의 옛 집 ’녹우당’ 안의 잔디밭이라고 조사위 관계자는 전했다. 당시 토지 소유주인 윤정현의 손자(75)는 “해당 토지는 조부가 자비로 마련한 것이라 친일 재산이 아니다.”고 주장했으나, 조사위는 토지의 취득 시기가 당사자의 중추원 참의 재직 시절과 일치한다는 이유로 이의를 받아들이지 않았다.

## 같이 보기
| - 보길도 윤선도 유적지 - 정여립의 옥사 - 예송 논쟁 - 북벌론 - 자의대비 - 윤휴 - 윤증 - 윤선거 - 윤원거 - 윤문거 - 권시 - 민암 - 허목 - 조선 전기의 문학 - 조선 후기의 문학 - 윤두서 - 윤덕희 - 권대운 - 권대재 - 홍우원 - 안정복 - 이황 - 정구 | - 가사문학 - 어부사시사 - 면앙정가 - 관동별곡 - 동인 - 남인 - 병자호란 - 정묘호란 - 경신환국 - 기사환국 - 김석주 - 민암 - 민정중 - 민종도 - 민장도 - 허적 - 송시열 - 송준길 - 원두표 - 윤용 - 이담명 - 조식 - 장현광 | - 김육 - 김집 - 송순 - 윤두서 - 정약용 - 김태일 - 이서우 - 정철 - 박인로 - 윤선거 - 송시열 - 권시 - 심액 - 심광수 - 심단 - 심각 - 윤두서 자화상 |

## 후손
- 후손 중에는 제2대 국회의원을 지낸 정치인 윤영선이 있고, 윤관 전 대법원장이 있다.
- 다산 정약용 역시 그의 후손으로, 외5대손이 된다. 윤선도의 증손자 공재 윤두서의 외손자가 정약용으로 정재원은 첫 부인 의령 남씨와 사이에 큰아들 약현을 낳았고, 둘째 부인인 윤두서의 딸 해남 윤씨와 사이에 약전, 약종, 약용 3형제와 딸 한 명을 낳았으니 정약용은 윤두서의 딸 소생 넷째 아들이었다.

## 등장작품

### 연극
- 2009년 어부사시사(발레극), 배우:황재원

### 드라마
- 《회천문》 (MBC, 1986년, 배우: 오영수)
- 《왕의 얼굴》 (KBS, 2014년~2015년, 배우:이기영)

## 참고 문헌
- 인조실록
- 정조실록
- 효종실록
- 현종실록
- 숙종실록
- 조선왕조실록ㅡ광해군
- 연려실기술

## 관련 서적
- 이덕일, 《송시열과 그들의 나라》 (김영사, 2000)
- 신봉승, 《조선왕조 500년 16. 인조반정:신봉승 실록대하소설》 (금성출판사, 2010)
- 이덕일, 《당쟁으로 보는 조선역사》 (도서출판 석필, 2004)
- 허경진, 《고산 윤선도 시선》 (평민사, 2007)
- 이은직, 《조선명인전 2》 (정홍준 역, 도서출판 일빛, 2005)
- 정운채, 《윤선도:문학의 이해와 감상 32》 (건국대학교출판부, 1995)
- 윤정하, 《고산윤선도시가집》 (홍익재, 2003)
- 이가원, 《이조명인열전》 (을유문화사, 1967)
- 윤용문, 《윤선도문학연구》 (국학자료원, 1989)
- 윤선도, 《국역 고산유고》 (이형대 외 역, 소명, 2004)
- 최효찬, 《5백년 명문가의 자녀교육》 (예담, 2005)
- 윤승헌, 《고산 윤선도연구》 (홍익재, 1999)

### 관련 자료
- 호남의 가사와 시가문학의 대가 정철, 윤선도[깨진 링크(과거 내용 찾기)], 호남학연구원
- 보관됨 2015-03-04 - 웨이백 머신 조선일보 2009. 3. 23
- 보길 윤선도유적 복원사업 활발:전광일보 2007년 2월 14일
- 윤선도의‘고산유고’ 집필지 광양 추동마을:전광일보 2008년 2월 14일자
- http://www.ohmynews.com/NWS_Web/view/at_pg.aspx?cntn_cd=A0000378243
- 윤고산수적 및 관계문서[깨진 링크(과거 내용 찾기)]
- [http://www.dibrary.net/search/dibrary/SearchDetailPortal.nl?control_no=KOL000020474&portal=nl%5B깨진+링크(과거+내용+찾기)%5D 고산집(원문보기)], 국립중앙도서관